# Historique des publications des Aventures de Tintin

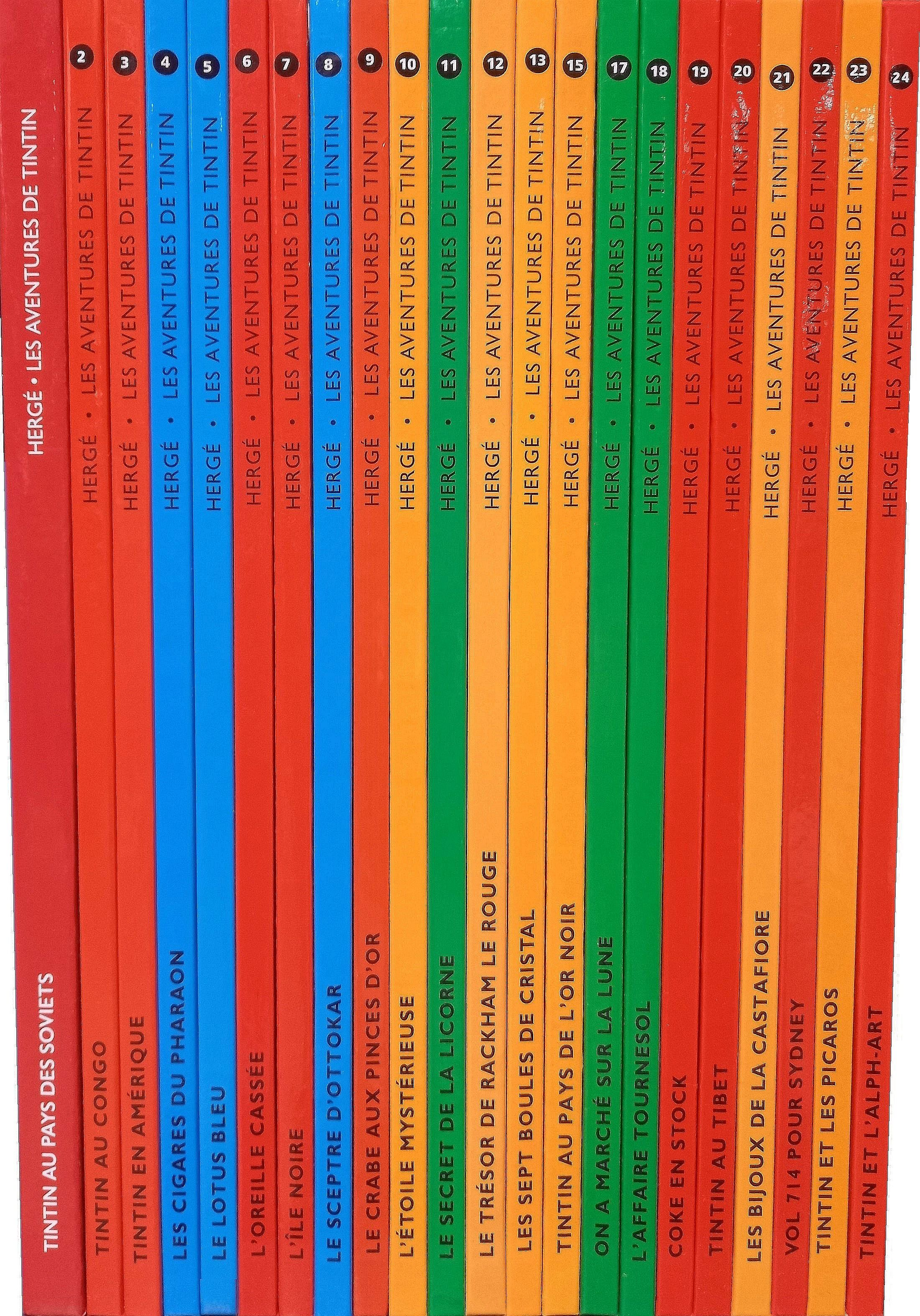
Une collection des albums de Tintin, en 2020.

Vous lisez un « bon article » labellisé en 2023.
Pour un article plus général, voir Les Aventures de Tintin.
L'historique des publications des Aventures de Tintin, série de bandes dessinées créée par le dessinateur belge Hergé, concerne 24 albums, dont une aventure inachevée. Chaque histoire, excepté la dernière, connaît une prépublication dans un périodique avant d'être éditée en album. La première aventure de la série, Tintin au pays des Soviets, est lancée le 10 janvier 1929 dans Le Petit Vingtième, le supplément hebdomadaire pour la jeunesse du quotidien catholique, nationaliste et conservateur belge Le Vingtième Siècle. C'est dans ce même périodique que toutes les histoires écrites avant la Seconde Guerre mondiale sont publiées, jusqu'à l'interruption de Tintin au pays de l'or noir après l'invasion de la Belgique en mai 1940.
La série reprend au mois de septembre suivant dans Le Soir, un quotidien dont le tirage est près de vingt fois supérieur à celui du Petit Vingtième, et ce pour toute la durée de l'occupation allemande de la Belgique. Après la libération du pays, Hergé est un temps frappé d'une interdiction de publication, puis il reprend finalement ses activités dans un nouveau périodique, le magazine Tintin, créé par Raymond Leblanc et dont le premier numéro paraît en septembre 1946. Tous les récits du dessinateur, jusqu'à sa mort en 1983, paraissent dans ce périodique.
C'est également Le Vingtième Siècle qui se charge d'éditer en album les trois premières aventures, avant qu'Hergé signe un contrat d'exclusivité avec Casterman. D'abord en noir et blanc, les albums sont directement imprimés en couleurs à partir de 1942, ce qui entraîne un long travail de refonte des premières histoires pour les adapter au nouveau format standard de parution en 62 planches colorisées.
Les différentes aventures connaissent aussi des publications dans des journaux et des revues du monde entier. C'est d'abord en France, dans l'hebdomadaire Cœurs vaillants, que la série est reprise, puis en Suisse dans L'Écho illustré, tandis que le journal portugais O Papagaio, en 1936, offre à Tintin sa première traduction. En 1940, le héros d'Hergé fait son entrée dans la presse néerlandophone de Belgique, avant de connaître une large diffusion et un succès international à partir des années 1950. C'est à cette période que se développent également les premiers albums en langues étrangères, pour atteindre plus de 100 traductions dans les années 2010, dont de nombreux dialectes ou langues régionales.
En prenant place dans des périodiques du monde entier, les Aventures de Tintin subissent un certain nombre de modifications, que ce soit pour des raisons commerciales ou éditoriales. Les textes et les dessins originaux de l'auteur sont parfois adaptés sans son accord. De même, les éditeurs étrangers de la série poussent l'auteur à procéder à de nombreuses retouches, aussi bien pour apporter des corrections à son travail que pour se plier à la censure.

## Publications originales

### Naissance de la série dansLe Petit Vingtième

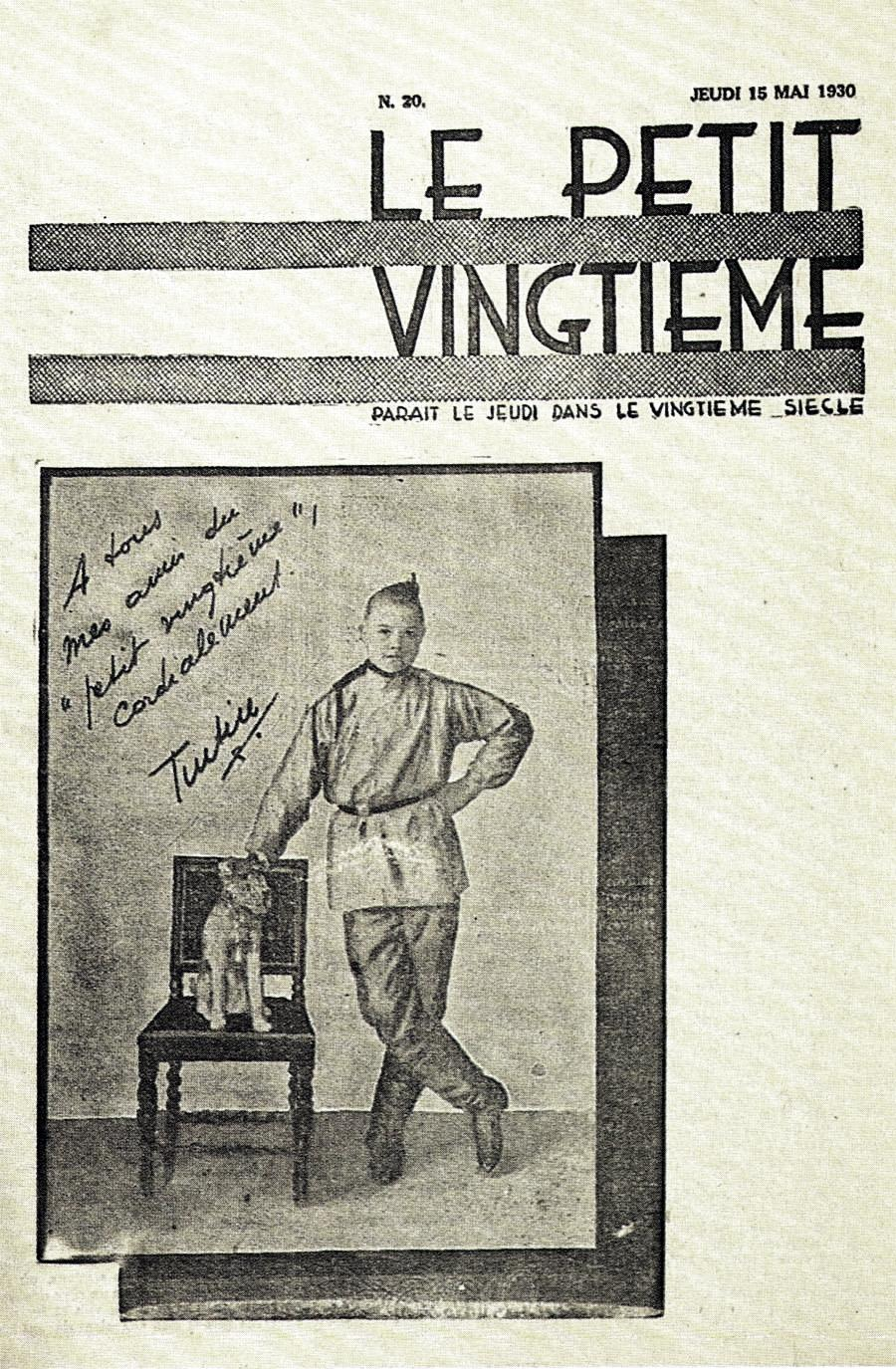
Couverture du Petit Vingtième du jeudi 15 mai 1930, montrant Tintin et Milou de retour du pays des Soviets.

Entré en septembre 1925 au service des abonnements du Vingtième Siècle, un quotidien catholique et conservateur dirigé par Norbert Wallez,, Hergé y est employé comme reporter-photographe et dessinateur à partir du mois d'août 1927, à l'issue de son service militaire,. Son travail consiste principalement à illustrer des récits publiés en feuilleton dans ce quotidien ou dans son supplément littéraire, tout en poursuivant ses contributions pour d'autres périodiques comme Le Boy-Scout belge, dans lequel il publie Les Aventures de Totor, C. P. des Hannetons,, ou Le Sifflet, un hebdomadaire dominical, catholique et satirique.
En 1928, Norbert Wallez lui confie la responsabilité du Petit Vingtième, un supplément hebdomadaire destiné à la jeunesse dont le premier numéro paraît le 1er novembre. C'est dans ce périodique que paraît Tintin au pays des Soviets, le premier épisode des Aventures de Tintin, à partir du 10 janvier 1929.
La publication de ce récit s'étale jusqu'au 8 mai 1930,, au rythme de deux planches publiées chaque jeudi en pages centrales, pour un total de 69 épisodes. Le numéro du 25 décembre 1929, édition spéciale de Noël, comprend certaines particularités. Il offre une pagination doublée et présente, pour la première fois, une couverture réalisée par Hergé. Il contient par ailleurs trois planches des aventures de Tintin, au lieu de deux, dont deux sont imprimées en bichromie, ce qui reste une exception jusqu'aux aventures publiées pendant la Seconde Guerre mondiale.
Dès la première histoire, Hergé et son équipe cherchent à fidéliser leurs lecteurs en mêlant fiction et réalité. Ils intègrent notamment dans les pages du Petit Vingtième des interviews fictives de Tintin, ou publient une fausse lettre de menaces adressée par la Guépéou pour que cessent les activités du reporter en URSS. Cette pratique innovante et interactive est d'un intérêt majeur sur le plan commercial, comme le souligne Geoffroy Kursner : « Dialoguer, voire jouer avec les lecteurs, afin de les fidéliser et d'en accroître le cercle, et, surtout, mêler fiction et réalité, constitue indéniablement une méthode ingénieuse. » Aussi, l'un des collaborateurs du Vingtième Siècle, Charles Lesne, propose à l'abbé Wallez de mettre en scène le retour de Tintin en Belgique comme si ses aventures avaient réellement eu lieu,. L'évènement, auquel le quotidien accorde une publicité généreuse dans les jours qui précèdent, est organisé le 8 mai 1930 à la Gare du Nord de Bruxelles et réunit une foule nombreuse. Le jeune Lucien Pepermans, un scout âgé de 15 ans, est choisi pour interpréter le rôle de Tintin. Un discours de bienvenue est prononcé, suivi de la remise d'une gerbe de fleurs et de la distribution de friandises, tandis que le faux Tintin signe des autographes,.
Norbert Wallez décide également de réunir les planches de Tintin au pays des Soviets en album, une « intuition [qui] n'avait rien d'évident, surtout pour un éditeur de presse », selon Benoît Peeters. Prévu pour le Salon de l'Enfant qui doit se tenir à Bruxelles à la fin du mois de juin 1930, l'album ne sort finalement qu'au mois de septembre suivant et rencontre un large succès. Les dix mille exemplaires vendus témoignent du succès considérable de l'opération à l'échelle de la Belgique francophone. Un tirage numéroté de 500 exemplaires est destiné aux premiers souscripteurs, chacun de ces albums étant dédicacé par Tintin et Milou. C'est Hergé qui se charge de la signature du jeune reporter, et Germaine Kieckens, la secrétaire de l'abbé Wallez et future épouse du dessinateur, qui réalise celle de son fidèle compagnon.

### Premiers succès et signature chez Casterman
Le 22 mai 1930, la une du Petit Vingtième montre Tintin et Milou s'interrogeant sur leur future destination devant un globe terrestre démesuré. La double page centrale, illustrée par Hergé, présente les deux héros confortablement installés à leur domicile, Tintin portant même une robe de chambre et des pantoufles. La nouvelle aventure, Tintin au Congo, débute finalement le 5 juin 1930 et se poursuit jusqu'au 18 juin 1931. La pagination du supplément augmente et s'enrichit de nouvelles histoires, comme les gags de Quick et Flupke. À partir du mois de mai 1931, il n'est plus nécessaire pour les lecteurs d'acheter le quotidien pour lire son supplément du jeudi : l'abonnement au Petit Vingtième, avantage jusqu'alors réservé aux établissements scolaires et aux patronages, est désormais étendu aux particuliers. Comme pour Tintin aux pays des Soviets, le retour de Tintin et Milou du Congo est orchestré par Le Vingtième Siècle et célébré le 9 juillet suivant à la gare du Nord de Bruxelles. L'évènement se double d'une opération commerciale : l'album, déjà prêt, est mis en vente sur place, accompagné d'un objet d'art congolais.

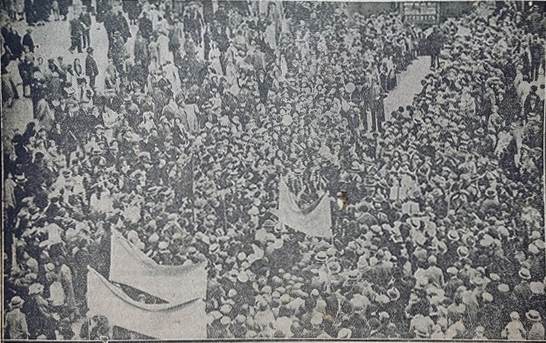
Foule réunie pour l'accueil des héros.
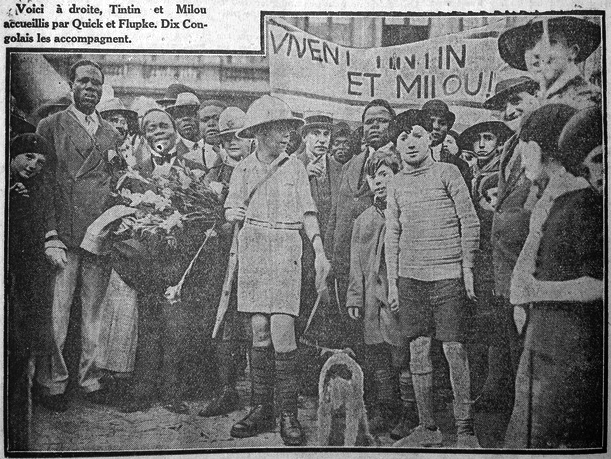
Tintin et Milou accueillis par Quick et Flupke.
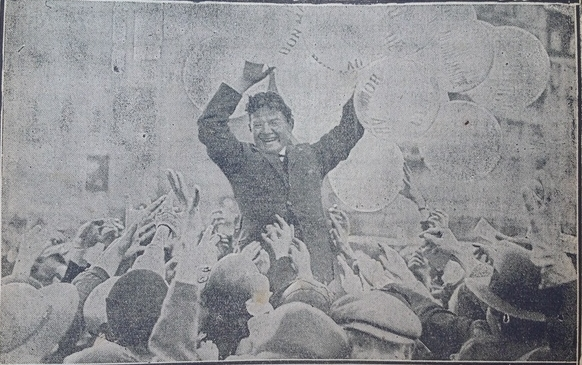
Image de la foule en liesse.

Le 3 septembre 1931 débutent Les aventures de Tintin, reporter, à Chicago, qui deviennent, le 10 décembre suivant, Les aventures de Tintin, reporter, en Amérique, dont les planches seront rassemblées en album sous le titre Tintin en Amérique à l'issue de la publication qui s'achève le 20 octobre 1932.

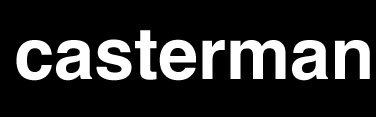
Logo des éditions Casterman.

Au mois d'avril 1932, Charles Lesne, un ancien collègue du Vingtième Siècle devenu collaborateur du directeur des éditions Casterman à Tournai, établit un contact avec Hergé pour lui proposer d'illustrer des couvertures de livres pour la maison d'édition. À la fin de l'année 1933, Charles Lesne propose que Casterman se substitue au Vingtième Siècle pour imprimer ses futurs albums. Les négociations sont particulièrement âpres avec Norbert Wallez, qui se considère comme une sorte de coauteur des Aventures de Tintin et entend conserver sa part sur les trois prochains albums. Selon les termes du contrat qui le lie à Hergé, l'abbé prend en charge les frais d'impression des albums tandis que le dessinateur s'occupe de leur vente, les bénéfices étant répartis équitablement entre eux. Norbert Wallez, entre-temps évincé de la rédaction de l'hebdomadaire, finit par céder. En mars 1934, un contrat est signé entre Hergé et Casterman, faisant de la maison tournaisienne le nouvel éditeur de la série. Selon les termes de l'accord, les droits d'auteur s'élèvent à 15 % : le dessinateur reçoit donc trois francs belges par exemplaire vendu, une rétribution ramenée à deux francs à partir de 10 000 exemplaires. Cet accord est déterminant dans la conquête du marché français,, alors que Tintin est diffusé dans l'hebdomadaire catholique Cœurs vaillants depuis 1930.
Les Cigares du pharaon, dont la publication dans Le Petit Vingtième s'étale du 8 décembre 1932 au 8 février 1934 sous le titre des Aventures de Tintin en Orient, est le premier album édité par Casterman au mois de novembre 1934. Au total, l'aventure comprend 124 planches, ce qui constitue un record pour la série. Sa publication s'accompagne d'un jeu interactif à travers une rubrique intitulée « Notre grande enquête : le mystère Tintin », dont le but est d'inviter les lecteurs à donner leur point de vue sur l'affaire en cours. La rédaction du Petit Vingtième s'inspire ainsi des romans policiers d'Ellery Queen, agrémentés de défis au lecteur. L'opération est un succès et les lettres de lecteurs affluent.

### Fin des années 1930

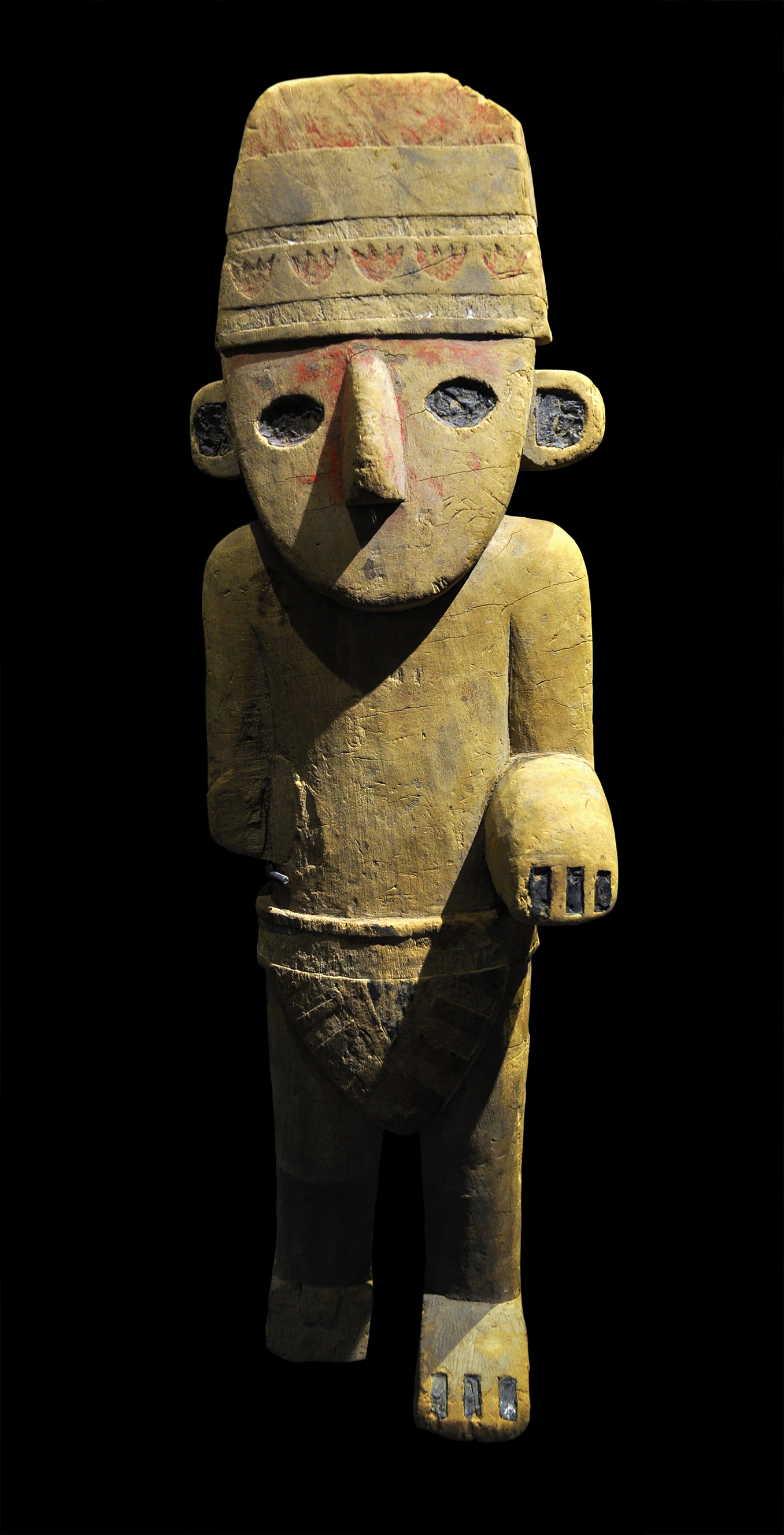
Une statue chimú très semblable au fétiche arumbaya de L'Oreille cassée.

Le 9 août 1934, Le Petit Vingtième entame la parution des Aventures de Tintin en Extrême-Orient, qui s'achèvent le 17 octobre 1935 et deviennent Le Lotus bleu pour leur édition en album en octobre 1936. Édité à 6 000 exemplaires, celui-ci comprend notamment cinq hors-texte en couleur. Comme pour l'aventure précédente, un courrier de lecteurs-détectives est mis en place, et pour la quatrième fois, le retour de Tintin est mis en scène, cette fois au Cirque Royal de Bruxelles.
Les histoires suivantes sont diffusées dans le même journal, en premier lieu L'Oreille cassée (du 5 décembre 1935 au 25 février 1937) et L'Île Noire (du 15 avril 1937 au 16 juin 1938), parues toutes deux sous le simple titre des Nouvelles Aventures de Tintin et Milou, puis Le Sceptre d'Ottokar, qui paraît sous le titre Tintin en Syldavie à compter du 4 août 1938. Le 17 novembre suivant, la rédaction relance la rubrique « L'Enquête Tintin » qui propose une série de défis aux lecteurs et les encourage à donner leur avis, par courrier, sur les éléments de l'intrigue. L'aventure s'achève le 10 août 1939.

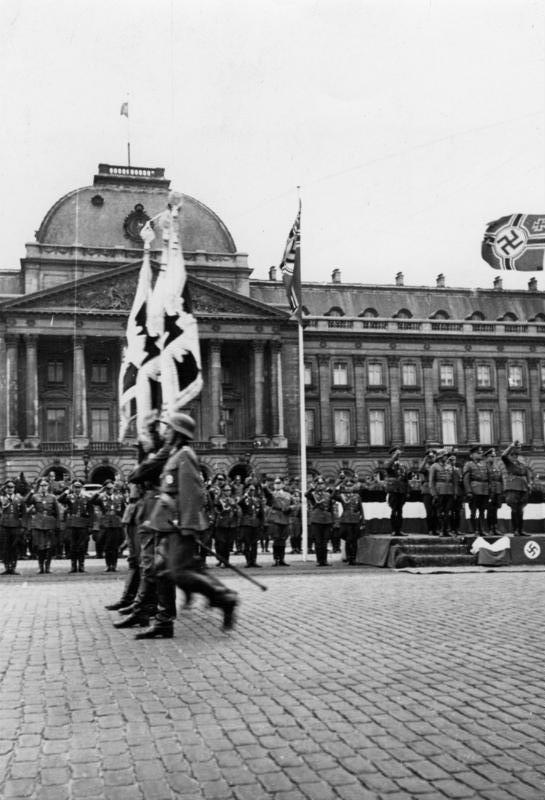
Des soldats allemands défilent devant le palais royal de Bruxelles en juillet 1940.

La semaine suivante, Le Petit Vingtième annonce le début d'une nouvelle aventure : « Bientôt Tintin… au pays de l'or noir ». Pour autant, son lancement est retardé : Hergé est mobilisé le 1er septembre 1939 après le déclenchement de la Seconde Guerre mondiale. Démobilisé provisoirement quelques jours plus tard, le dessinateur se remet au travail, de sorte que, après avoir annoncé le retour de Tintin,  Le Petit vingtième publie les premières planches de ce nouveau récit le 12 octobre suivant. De nouveau mobilisé fin décembre 1939, Hergé continue cependant d'envoyer des dessins depuis sa caserne, mais il ne peut fournir qu'une planche par semaine à partir du mois de février suivant. La publication de l'aventure est chaotique : Le Petit Vingtième publie parfois deux planches, parfois une seule, parfois aucune. Hergé finit par obtenir deux jours de congé par semaine pour réaliser ses planches, puis, au mois d'avril, il est autorisé à rentrer chez lui pour raisons médicales, avant d'être déclaré inapte au service le 10 mai. Ce même jour, l'invasion de la Belgique par les troupes allemandes entraîne l'interruption du Petit Vingtième et, de fait, celle de l'aventure. À ce stade, seules 56 planches ont été publiées.

### Tintin dansLe Soirsous l'Occupation
Dans les premières semaines d'Occupation, de nombreux journaux sont placés sous séquestre, dont Le Vingtième Siècle. Le 30 juin, la direction du quotidien confirme le préavis de licenciement adressé plus tôt à ses collaborateurs et leur annonce que leur contrat prendra fin trois mois plus tard,,. Dès lors, Hergé s'efforce de trouver de nouveaux périodiques qui pourront accueillir ses créations. Il est rapidement sollicité par Raymond De Becker qui lui propose de créer un hebdomadaire illustré pour la jeunesse dont la diffusion serait assurée par Le Soir. Le premier numéro du Soir-Jeunesse paraît le 17 octobre 1940 et contient une nouvelle aventure de Tintin, Le Crabe aux pinces d'or. Cependant, l'histoire n'a pas encore de titre : elle est simplement publiée sous le nom des Aventures de Tintin et Milou. Pour Hergé, le fait d'intégrer la rédaction du Soir est une aubaine car, outre la possibilité de développer ses créations et de s'assurer des revenus réguliers, le tirage du Soir, près de vingt fois supérieur à celui du Petit Vingtième, augmente considérablement le cercle de ses lecteurs.
L'aventure du Crabe aux pinces d'or est d'abord diffusée chaque semaine dans Le Soir-Jeunesse, mais sa parution devient quotidienne à partir du 23 septembre 1941 : le contexte de guerre entraîne une pénurie de papier et conduit la direction du Soir à réduire la taille de son supplément, avant de l'interrompre définitivement. Le récit est alors publié à raison d'une bande par jour, ce qui contraint Hergé à revoir son découpage narratif. Pour autant, le dessinateur s'en félicite car ce nouveau format lui permet de rattraper le retard pris lors de l'interruption du Soir-Jeunesse et de publier en moyenne 24 dessins par semaine contre 12 auparavant.
Au terme de la publication, l'aventure est éditée par Casterman dans un album de 100 pages qui comprend également quatre images hors-texte en couleur, imprimées en pleine page. Hergé est cependant mécontent de la qualité technique du travail de son éditeur, les couleurs des hors-texte comme de la couverture ne correspondant pas à ses attentes, mais l'album est imprimé avant que les épreuves lui soient soumises. Sur le plan commercial, en revanche, l'album est un succès : la publication du récit dans Le Soir offre une formidable publicité aux Aventures de Tintin, si bien que Le Crabe aux pinces d'or et les aventures précédentes font l'objet d'une réimpression au début du mois de décembre 1941. Hergé s'investit lui-même auprès de l'Office central du papier et des autorités allemandes afin d'obtenir un supplément de papier et d'assurer la production de ses albums,.
L'Étoile mystérieuse commence à paraître dans Le Soir le 20 octobre 1941, soit deux jours seulement après la fin du Crabe aux pinces d'or. Elle se déroule sans interruption jusqu'au 22 mai 1942. Suivent Le Secret de La Licorne (du 11 juin 1942 au 14 janvier 1943) puis Le Trésor de Rackham le Rouge (du 19 février au 23 septembre 1943). À chaque fois, le passage en album oblige Hergé à revoir le découpage de son récit pour respecter le format de publication standard en 62 pages imposé par Casterman. Une bande quotidienne correspondant approximativement aux deux tiers d'une planche définitive de l'album, plusieurs cases doivent être supprimées : 41 pour L'Étoile mystérieuse, 15 pour Le Secret de La Licorne et 30 pour Le Trésor de Rackham le Rouge. Par ailleurs, Casterman convainc Hergé de procéder à la refonte et à la colorisation des premières aventures de la série pour les adapter à ce nouveau format d'édition, ce pourquoi l'auteur engage Edgar P. Jacobs comme collaborateur au début de l'année 1944. Au reste, L'Étoile mystérieuse est le premier album à paraître entièrement en couleurs.
Un nouveau récit, Les Sept Boules de cristal, commence à paraître dans Le Soir le 16 décembre 1943. Sa diffusion est chaotique : l'histoire est interrompue une première fois entre le 6 mai et le 6 juillet 1944 en raison de la dépression dont souffre Hergé, puis n'est publiée qu'un jour sur deux entre le 8 et le 30 août. L'entrée des armées alliées dans Bruxelles le 3 septembre 1944 entraîne la suspension des activités du journal et, de fait, une nouvelle interruption des Aventures de Tintin. À ce stade, 152 bandes sont parues quotidiennement, ce qui correspond approximativement à une cinquantaine de planches du futur album. Quatre bandes dessinées par avance demeurent inédites et ne sont découvertes qu'à la fin des années 1990 lors de leur rachat par la Fondation Hergé.

### Lancement duJournal de Tintinet publications intermittentes
La publication des Sept Boules de cristal ne peut reprendre durant les deux années qui suivent car Hergé, comme d'autres journalistes ayant exercé sous l'occupation allemande, est empêché de poursuivre son activité professionnelle. Arrêté pour faits de collaboration, le dessinateur est finalement lavé de tout soupçon et obtient le certificat de civisme nécessaire à sa reprise du travail. Il s'associe à l'éditeur de presse et résistant Raymond Leblanc pour lancer un nouvel hebdomadaire, Tintin, dont le premier numéro paraît le 26 septembre 1946, tiré à 60 000 exemplaires : 40 000 exemplaires en français et le reste en néerlandais sous le titre Kuifje. Les aventures de Tintin reprennent avec Le Temple du Soleil, mais en réalité, les premières planches diffusées sous ce nom dans le magazine correspondent à la fin des Sept Boules de cristal. La dernière planche reprise dans l'album des Sept Boules de cristal est publiée le 19 décembre. Le récit du Temple du Soleil, qui constitue la suite du diptyque, ne débute réellement qu'à l'arrivée de Tintin et du capitaine Haddock au Pérou.
L'aventure est diffusée sous la forme d'une planche complète occupant les deux pages centrales, dans un format à l'italienne et en couleurs. Sa publication connaît une interruption de plusieurs semaines à l'été 1947 du fait du syndrome dépressif qui touche Hergé. Pour alléger le travail du dessinateur, l'équipe du magazine décide de ne publier chaque semaine que deux bandes de l'histoire, la troisième étant remplacée par une chronique historique à visée éducative, « Qui étaient les Incas ? », rédigée par Jacques Van Melkebeke et illustrée par Guy Dessicy. Le Temple du Soleil s'achève finalement le 22 avril 1948.
Le 16 septembre suivant, la diffusion de Tintin au pays de l'or noir commence dans une version adaptée du récit inachevé avant-guerre. Encore une fois, la publication connaît des interruptions et se poursuit laborieusement jusqu'au 23 février 1950, ce qui donne lieu à des tensions entre Hergé et le directeur du journal, Raymond Leblanc, au point que le dessinateur envisage un temps de ne pas renouveler le contrat qui le lie au périodique. Le 30 mars, une nouvelle aventure débute pourtant : On a marché sur la Lune, qui sera éditée en deux albums, Objectif Lune et On a marché sur la Lune. En parallèle, le dessinateur s'entoure d'une équipe capable de l'assister dans diverses tâches : c'est la naissance des Studios Hergé le 6 avril 1950. Pour autant, l'histoire est elle aussi interrompue, et ce pour une longue période, entre le 7 septembre 1950 et le 9 avril 1952. Elle ne s'achève que le 30 décembre 1953.

### Des années 1950 aux années 1970

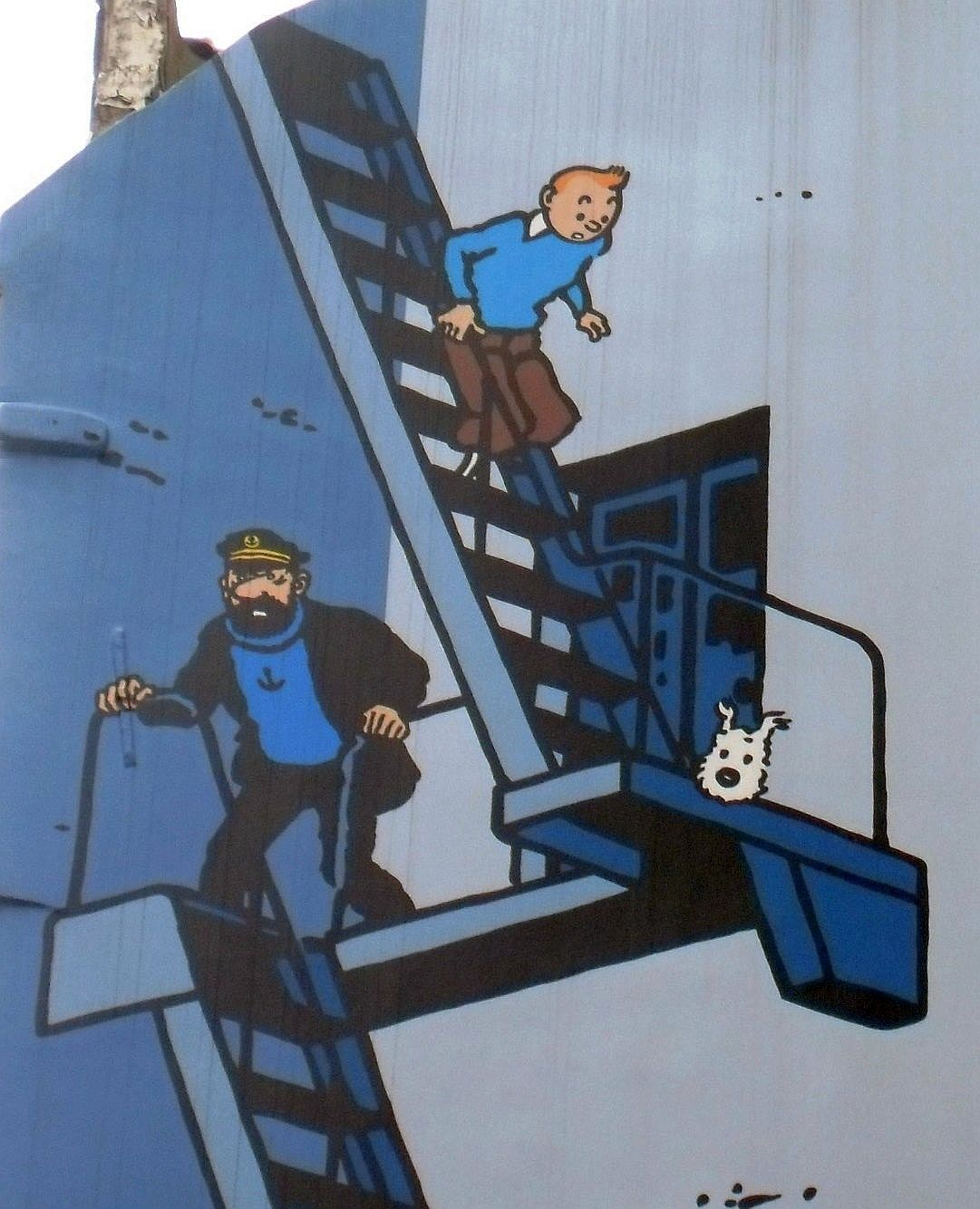
Une case de L'Affaire Tournesol reproduite sur un mur à Bruxelles.

Les publications suivantes ne souffrent d'aucune interruption : L'Affaire Tournesol (du 22 décembre 1954 au 22 février 1956), Coke en stock (du 31 octobre 1956 au 1er janvier 1958), Tintin au Tibet (du 17 septembre 1958 au 25 novembre 1959), puis Les Bijoux de la Castafiore (du 4 juillet 1961 au 4 septembre 1962) se succèdent au cours d'une période qui figure comme le « classicisme » des Aventures de Tintin selon l'expression du philosophe Rémi Brague. Le passage en album entraîne à chaque fois une série de corrections mineures, tant sur les dialogues que les décors ou la colorisation. Quatre bandes de Tintin au Tibet sont supprimées pour l'édition de l'album, la version originale comprenant 63 planches, soit une de plus que le format autorisé,.
Le dessinateur ralentit cependant son rythme de production. Il répond également à la demande de l'éditeur britannique des albums de Tintin qui souhaite que des corrections soient apportées à la version originale de L'Île Noire. Ce n'est donc pas une nouvelle aventure mais une version entièrement redessinée d'un précédent récit qui commence à paraître à compter du 1er juin 1965 dans les pages de Tintin. Ni le découpage ni le scénario ne sont cependant retouchés.
Le 27 septembre 1966, les premières planches de Vol 714 pour Sydney paraissent dans une édition spéciale de Tintin, composée de cent pages, à l'occasion du vingtième anniversaire du magazine. Le récit s'achève le 28 novembre 1967, avant de subir de nombreuses retouches pour la parution en album l'année suivante, que ce soit pour le dessin ou pour les dialogues. La publication du dernier récit achevé de Hergé, Tintin et les Picaros, commence le 16 septembre 1975, à raison de deux planches par semaine, et se poursuit jusqu'au 13 avril 1976. Cette aventure ne fait l'objet que d'une seule colorisation, alors que les précédentes disposaient d'une première mise en couleur pour la prépublication et d'une autre pour la parution en album. Elle est suivie le mois suivant par la diffusion des Cigares du pharaon, dans la version en couleurs de l'aventure réalisée en 1955 et qui n'avait jamais été sérialisée dans la presse.

### L'œuvre inachevée
Hergé entame la rédaction d'une nouvelle aventure, Tintin et l'Alph-Art, qui reste inachevée. Après le décès du dessinateur en 1983, une controverse naît sur le destin de cet album. Hergé avait affirmé à plusieurs reprises, notamment lors de ses entretiens avec Numa Sadoul, qu'il ne souhaitait pas que son héros lui survive et que son œuvre soit poursuivie par un autre, une volonté confirmée par sa seconde épouse, Fanny Rodwell.
La révélation de l'existence de cette aventure inachevée par Pierre Sterckx dans Les Cahiers de la bande dessinée en octobre 1984 crée une forte attente chez les lecteurs. Fanny Rodwell décide finalement de publier les croquis et esquisses d'Hergé tels que le dessinateur les a laissés. Les documents rattachés à son travail sont confiés à Benoît Peeters, chargé de le transcrire. L'album est finalement édité par Casterman en octobre 1986 et rencontre un grand succès en librairie.

### Vue d'ensemble
Le tableau suivant offre une vue d'ensemble des dates de première prépublication et de première parution en album pour les différentes aventures, mais ne tient pas compte des éventuelles interruptions.
| Numéro | Titre                         | Prépublication                                                  | Journal                       | Parution en album         |
| ------ | ----------------------------- | --------------------------------------------------------------- | ----------------------------- | ------------------------- |
| 1      | Tintin au pays des Soviets    | 10 janvier 1929 - 8 mai 1930                                    | Le Petit Vingtième            | 1930 (NB), 2017 (couleur) |
| 2      | Tintin au Congo               | 5 juin 1930 - 11 juin 1931                                      | Le Petit Vingtième            | 1931 (NB), 1946 (couleur) |
| 3      | Tintin en Amérique            | 3 septembre 1931 - 20 octobre 1932                              | Le Petit Vingtième            | 1932 (NB), 1946 (couleur) |
| 4      | Les Cigares du pharaon        | 8 décembre 1932 - 8 février 1934                                | Le Petit Vingtième            | 1934 (NB), 1955 (couleur) |
| 5      | Le Lotus bleu                 | 9 août 1934 - 17 octobre 1935                                   | Le Petit Vingtième            | 1936 (NB), 1946 (couleur) |
| 6      | L'Oreille cassée              | 5 décembre 1935 - 25 février 1937                               | Le Petit Vingtième            | 1937 (NB), 1943 (couleur) |
| 7      | L'Île Noire                   | 15 avril 1937 - 16 juin 1938                                    | Le Petit Vingtième            | 1938 (NB), 1943 (couleur) |
| 8      | Le Sceptre d'Ottokar          | 4 août 1938 - 10 août 1939                                      | Le Petit Vingtième            | 1939 (NB), 1947 (couleur) |
| 9      | Le Crabe aux pinces d'or      | 17 octobre 1940 - 18 octobre 1941                               | Le Soir-Jeunesse, Le Soir     | 1941 (NB), 1944 (couleur) |
| 10     | L'Étoile mystérieuse          | 20 octobre 1941 - 22 mai 1942                                   | Le Soir                       | 1942                      |
| 11     | Le Secret de La Licorne       | 11 juin 1942 - 14 janvier 1943                                  | Le Soir                       | 1943                      |
| 12     | Le Trésor de Rackham le Rouge | 19 février - 23 septembre 1943                                  | Le Soir                       | 1945                      |
| 13     | Les Sept Boules de cristal    | 16 décembre 1943 - 2 septembre 1944                             | Le Soir, Le Journal de Tintin | 1948                      |
| 14     | Le Temple du Soleil           | 26 septembre 1946 - 22 avril 1948                               | Le Journal de Tintin          | 1949                      |
| 15     | Tintin au pays de l'or noir   | 16 septembre 1948 - 23 février 1950                             | Le Journal de Tintin          | 1950                      |
| 16     | Objectif Lune                 | 30 mars - 7 septembre 1950 puis 9 avril 1952 - 30 décembre 1953 | Le Journal de Tintin          | 1953                      |
| 17     | On a marché sur la Lune       | 30 mars - 7 septembre 1950 puis 9 avril 1952 - 30 décembre 1953 | Le Journal de Tintin          | 1954                      |
| 18     | L'Affaire Tournesol           | 22 décembre 1954 - 22 février 1956                              | Le Journal de Tintin          | 1956                      |
| 19     | Coke en stock                 | 31 octobre 1956 - 1er janvier 1958                              | Le Journal de Tintin          | 1958                      |
| 20     | Tintin au Tibet               | 17 septembre 1958 - 25 novembre 1959                            | Le Journal de Tintin          | 1960                      |
| 21     | Les Bijoux de la Castafiore   | 4 juillet 1961 - 4 septembre 1962                               | Le Journal de Tintin          | 1963                      |
| 22     | Vol 714 pour Sydney           | 27 septembre 1966 - 28 novembre 1967                            | Le Journal de Tintin          | 1968                      |
| 23     | Tintin et les Picaros         | 16 septembre 1975 - 13 avril 1976                               | Le Journal de Tintin          | 1976                      |
| 24     | Tintin et l'Alph-Art          | aucune (récit inachevé)                                         | aucune (récit inachevé)       | 1986                      |

## Autres publications

### Revues et périodiques

#### Avant la Seconde Guerre mondiale: lesAventures de Tintinen France, en Suisse et au Portugal
En 1930, l'abbé Gaston Courtois, directeur de l'hebdomadaire catholique Cœurs vaillants, obtient l'autorisation de reproduire les Aventures de Tintin pour les publier en France. Dans un premier temps, en août 1930, le périodique publie une version remaniée du Triomphe de l'Aigle Rouge, une nouvelle écrite par Harry Mortimer Batten et illustrée par Hergé, parue quelques mois plus tôt dans Le Petit Vingtième. La parution des planches de Tintin au pays des Soviets commence le 26 octobre suivant et se poursuit jusqu'en février 1932. Le succès est au rendez-vous mais un incident se produit : Gaston Courtois, qui juge que les phylactères sont insuffisants pour permettre au lecteur de comprendre l'histoire, fait placer des textes récitatifs sous les dessins sans en avertir Hergé. L'auteur intervient pour faire cesser ces modifications. Cœurs vaillants publie ensuite, et sans discontinuer, l'ensemble des aventures du reporter jusqu'au Secret de La Licorne en septembre 1944.
En avril 1932, l'abbé Henri Carlier, directeur et rédacteur en chef de l'hebdomadaire catholique romand L'Écho illustré, établi à Genève, obtient les droits de diffusion des œuvres d'Hergé pour la Suisse. L'aventure chez les Soviets paraît dans les colonnes de ce périodique à compter du 3 septembre 1932,. Dès lors, L'Écho illustré propose l'ensemble des aventures mais sans nécessairement respecter la chronologie de publication.
La première apparition de Tintin dans un pays non francophone intervient au Portugal le 16 avril 1936 avec le début de la publication de Aventuras de Tim-Tim na America de Norte, une traduction de Tintin en Amérique, dans l'hebdomadaire O Papagaio, dirigé par l'abbé Abel Varzim et le journaliste Adolfo Simões Müller. Le récit est colorié sans l'accord d'Hergé et surtout, pour des raisons éditoriales, la répartition des bandes est modifiée, ce qui déplaît fortement au dessinateur. Pour autant, la publication se poursuit, et O Papagaio publie les aventures suivantes jusqu'au Secret de La Licorne en avril 1948, à l'exception du Sceptre d'Ottokar. L'éditeur portugais retouche également le texte des albums qu'il reprend. Ainsi, le commerçant portugais Oliveira da Figueira, qui apparaît dans Les Cigares du pharaon, est de nationalité espagnole dans Os charutos do faraó, la version parue dans O Papagaio. De même, dans la version de ce quotidien, le voyage de Tintin se déroule en Angola, colonie portugaise, et non au Congo, cependant que le héros conserve la même attitude paternaliste.

#### Sous l'Occupation: premières diffusions dans la presse flamande

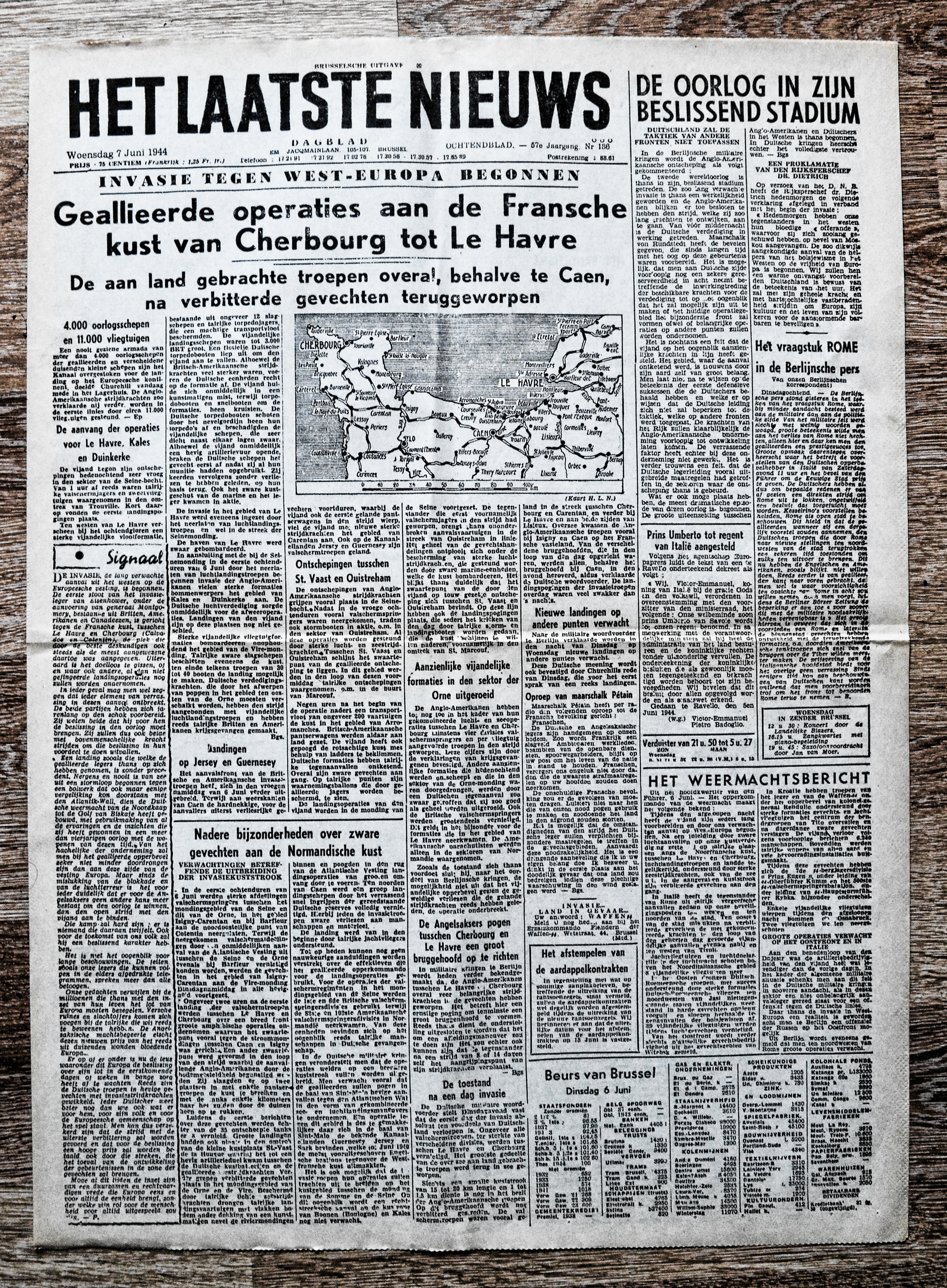
Het Laatste Nieuws (ici du 7 juin 1944) ouvre Tintin au lectorat flamand.

En septembre 1940, Tintin fait son entrée dans la presse belge néerlandophone. Le contrat signé par Hergé avec Het Laatste Nieuws lui permet d'accroître ses ventes, car le quotidien possède un grand tirage, et de toucher pour la première fois le lectorat flamand. La traduction opérée par la rédaction du quotidien est cependant aux frais du dessinateur. C'est d'abord Tintin au Congo qui est publié de façon hebdomadaire sous le titre Tintin im Kongo, puis Tintin en Amérique. Plus tard, les publications de Gespleten Oor (L'Oreille cassée) et de De Geheimzinnige ster (L'Étoile mystérieuse) se chevauchent, la première aventure étant diffusée de façon hebdomadaire et la deuxième quasi quotidiennement. Le Secret de La Licorne est la dernière aventure publiée par le journal flamand, interrompue le 2 septembre après la libération de la Belgique. C'est un collaborateur de ce journal qui rebaptise Tintin en « Kuifje », un nom qui demeure pour les lecteurs flamands après la guerre.
En France, la publication des aventures de Tintin se poursuit dans Cœurs vaillants, ou dans son dérivé Belles Histoires de Vaillance qui le remplace en zone occupée. Les récits sont également diffusés dans les colonies françaises d'Afrique du Nord à travers les éditions locales de Cœurs Vaillants. Après la Libération, les récits d'Hergé sont publiés dans les déclinaisons de ce périodique qui se succèdent, notamment Cœurs vaillants en vacances ou Message aux Cœurs vaillants. Après la suspension du journal en octobre 1945, la rédaction poursuit ses activités en émettant plusieurs suppléments au quotidien catholique La Voix de l'Ouest.
Un autre périodique français assure la diffusion des Aventures de Tintin sous l'Occupation : le journal breton Ololê, à tendance nationaliste et chrétienne, fondé par Herry Caouissin, publie Tintin au pays des Soviets à partir de mars 1942.

#### Après la Seconde Guerre mondiale: Tintin dans la presse des pays nordiques

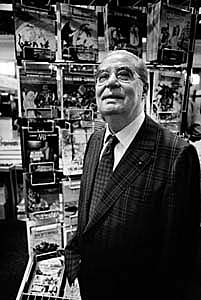
Georges Dargaud contribue au lancement de la version française du magazine Tintin.

En France, à partir de mai 1946, les bandes dessinées d'Hergé quittent les pages de Tintin et Milou, le supplément de la revue La Voix de l'Ouest, pour retrouver celles de Cœurs vaillants, rebaptisé Belles histoires de Vaillance. Message aux Cœurs vaillants. Les Sept Boules de cristal puis Le Temple du Soleil s'y succèdent jusqu'en janvier 1949, date à laquelle Hergé cesse sa collaboration avec l'hebdomadaire. Entre-temps, Raymond Leblanc, directeur de Tintin, avait signé un accord avec l'éditeur Georges Dargaud pour le lancement de l'édition française du magazine, dont le premier numéro sort le 28 octobre 1948. Pour autant, le dessinateur veut encore accroître la surface de diffusion de ses œuvres et signe de nouveaux accords. Ainsi, La Vie catholique illustrée publie les Aventures de Tintin à partir de novembre 1949, à commencer par L'Étoile mystérieuse. En Suisse également, de nouveaux titres de presse acquièrent les droits de diffusion des Aventures de Tintin, à commencer par L'Hirondelle, un bimensuel pour enfants qui diffuse Tintin en Amérique à partir d'octobre 1944, sans pour autant en achever la publication.
Outre la version néerlandophone du magazine Tintin, baptisée Kuifje, le lectorat flamand de Belgique peut découvrir les aventures du reporter dans de nouveaux titres comme De Nieuwe Gids, qui publie Le Sceptre d'Ottokar à compter d'octobre 1947 tant dans son édition principale que dans ses éditions locales.
Dans les années qui suivent la Seconde Guerre mondiale, Hergé conquiert de nouveaux marchés en proposant les aventures de son héros à des journaux issus des pays nordiques. Au début de l'année 1948, le dessinateur signe un accord avec la société danoise Presse-Illustrations-Bureau (PIB), stipulant que cette dernière acquiert les droits de diffusion de ses aventures dans les pays scandinaves. Dès le 6 juin suivant, l'hebdomadaire Tjugofemman (25:an) commence la diffusion en Suède de Tintin i Kongo, puis à partir du 31 décembre suivant, l'hebdomadaire Kong Kylie entreprend la parution de cette même aventure au Danemark. Au Portugal, les Aventures de Tintin quittent les pages de l'hebdomadaire O Papagaio en 1948 pour rejoindre celles de Diabrete l'année suivante.
En novembre 1946, l'hebdomadaire égyptien Al-Katkout, le supplément pour la jeunesse du journal Bint Al-Nil fondé par la philosophe féministe Doria Shafik, commence à publier les Aventures de Tintin, probablement sans autorisation. Plusieurs titres de presse turcs font de même au début des années 1950.

#### Des années 1950 aux années 1960: succès international
En France comme en Belgique, le nombre de quotidiens ou de périodiques régionaux qui proposent les Aventures de Tintin augmente fortement au début des années 1950. Hergé et son éditeur signent des contrats avec La Cité, Le Courrier de l'Escaut, La Métropole, la Gazette de Liége, Le Rappel ou encore Le Journal de Mons et du Borinage, au point que Tintin est omniprésent dans la presse belge francophone à cette époque. Ses aventures rejoignent également les pages de plusieurs suppléments pour la jeunesse, tant dans la partie néerlandophone du pays, avec Ons Volkske ou 't Kapoentje, que dans la partie francophone avec Junior (Chez nous). Tintin trouve également sa place dans le grand quotidien flamand De Standaard ou dans le seul journal germanophone du pays, Grenz-Echo. De même, en France, plusieurs quotidiens à grands tirages accueillent les histoires du petit reporter, comme Le Dauphiné libéré, les Dernières Nouvelles d'Alsace, L'Est républicain, La Voix du Nord, Le Républicain lorrain, Ouest-France ou Nord Éclair, mais également dans la presse féminine comme l'hebdomadaire Elle qui diffuse Coke en stock en exclusivité pour la presse française à partir du mois de septembre 1957, ou Le Petit Écho de la mode qui entame la publication de Tintin au pays de l'or noir en mai 1958 avant de proposer d'autres titres.
Dans le même temps, les éditions du magazine Tintin se multiplient. Si la version italienne, lancée en septembre 1955, est stoppée après seulement 25 numéros, faute de ventes significatives, les deux versions suisses, l'une en allemand, Tim, l'autre en français, Rataplan, connaissent un certain succès. Des éditions yougoslaves et hongroises sont également lancées, mais les Aventures de Tintin n'y figurent pas, au contraire d'autres séries comme Blake et Mortimer ou Lucky Luke.
Le héros d'Hergé se fait une place dans la presse de nouveaux pays européens. En 1951, l'hebdomadaire britannique Eagle reproduit Le Sceptre d'Ottokar mais c'est dans le News Chronicle que d'autres titres paraissent ensuite. En Allemagne, le Hamburger Abendblatt, un quotidien à grand tirage, est le premier à diffuser la série à partir de 1952, bientôt suivi par de nombreux titres de presse de ce pays. Il en est de même aux Pays-Bas :  en 1954, l'hebdomadaire Katholieke Illustratie fait paraître son premier récit, Le Secret de La Licorne, avant que les Aventures de Tintin se diffusent dans d'autres périodiques, comme De Tijd. La même année, le journal autrichien Zeitung der Woche fait paraître Le Crabe aux pinces d'or, mais ne proposera pas d'autre aventure par la suite. En 1957, c'est dans la presse espagnole que Tintin fait son entrée, avec la parution d'Objectif Lune dans l'hebdomadaire Blanco y Negro. Dans les pays nordiques, où Tintin est déjà installé, le nombre de journaux qui sollicitent les droits de diffusion de ses aventures augmente fortement. Le héros de Hergé trouve une place dans de nombreux hebdomadaires mais aussi dans des quotidiens à fort tirage, comme le journal danois Politiken. The Irish Times diffuse pour sa part les œuvres d'Hergé à partir de 1959.
Tintin s'exporte également sur d'autres continents. Plusieurs journaux québécois, dont Le Progrès de Saguenay, publient Tintin au Congo puis Le Sceptre d'Ottokar au début des années 1950. Au Brésil, le quotidien O Estado de S. Paulo diffuse quatre aventures entre 1955 et 1960 dans son supplément féminin. L'apparition dans la presse américaine est plus tardive : c'est en 1963 que The Blade diffuse Le Secret de La Licorne aux États-Unis. Trois ans plus tard, c'est la revue pour enfants Children's Digest qui obtient l'exclusivité des droits pour ce pays. Dans les colonies belges, plusieurs titres de presse accueillent les Aventures de Tintin, comme La Croix du Congo, fondé par le Secrétariat d'Action Catholique et Sociale au Congo belge, ou Temps nouveaux d'Afrique, un hebdomadaire tenu par des missionnaires dans le protectorat du Ruanda-Urundi. L'hebdomadaire iranien Ettela'at-e-Koudak propose une adaptation de Tintin au Congo sous le titre Le Voyage de Behrouz en Afrique à partir de septembre 1957, tandis que l'année suivante, le journal thaïlandais Viratham, qui paraît lui aussi chaque semaine, propose une première aventure, L'Oreille cassée.
Dans les années 1960, de nouvelles éditions du magazine Tintin sont disponibles, notamment dans les pays scandinaves, en Grèce, en Turquie, au Brésil, au Canada, en Espagne ou au Portugal, certaines versions ayant une durée éphémère comme l'édition mexicaine qui ne compte que trois numéros.
Au fil des ans, Hergé et Casterman poursuivent le développement de la série. Ainsi, dès 1961, la revue égyptienne Samir acquiert les droits de Tintin, dont elle assure également la diffusion au Soudan, en Irak, au Koweït et au Yémen ; en 1962, L'Essor du Katanga publie Le Sceptre d'Ottokar dans ce petit État ; en 1963, la revue catholique Sanjivan commence la diffusion de Tintin au Tibet en Inde ; le quotidien Amigoe di Curaçao fait paraître quatre aventures entre 1964 et 1966 à Curaçao ; en 1965, The Canberra Times fait découvrir les aventures de Tintin aux enfants australiens ; l'hebdomadaire vénézuelien Momento reproduit le diptyque lunaire en 1966 et 1967 et La Vie Catholique ; enfin, un hebdomadaire mauricien, diffuse deux aventures entre 1969 et 1971.

#### Depuis les années 1970

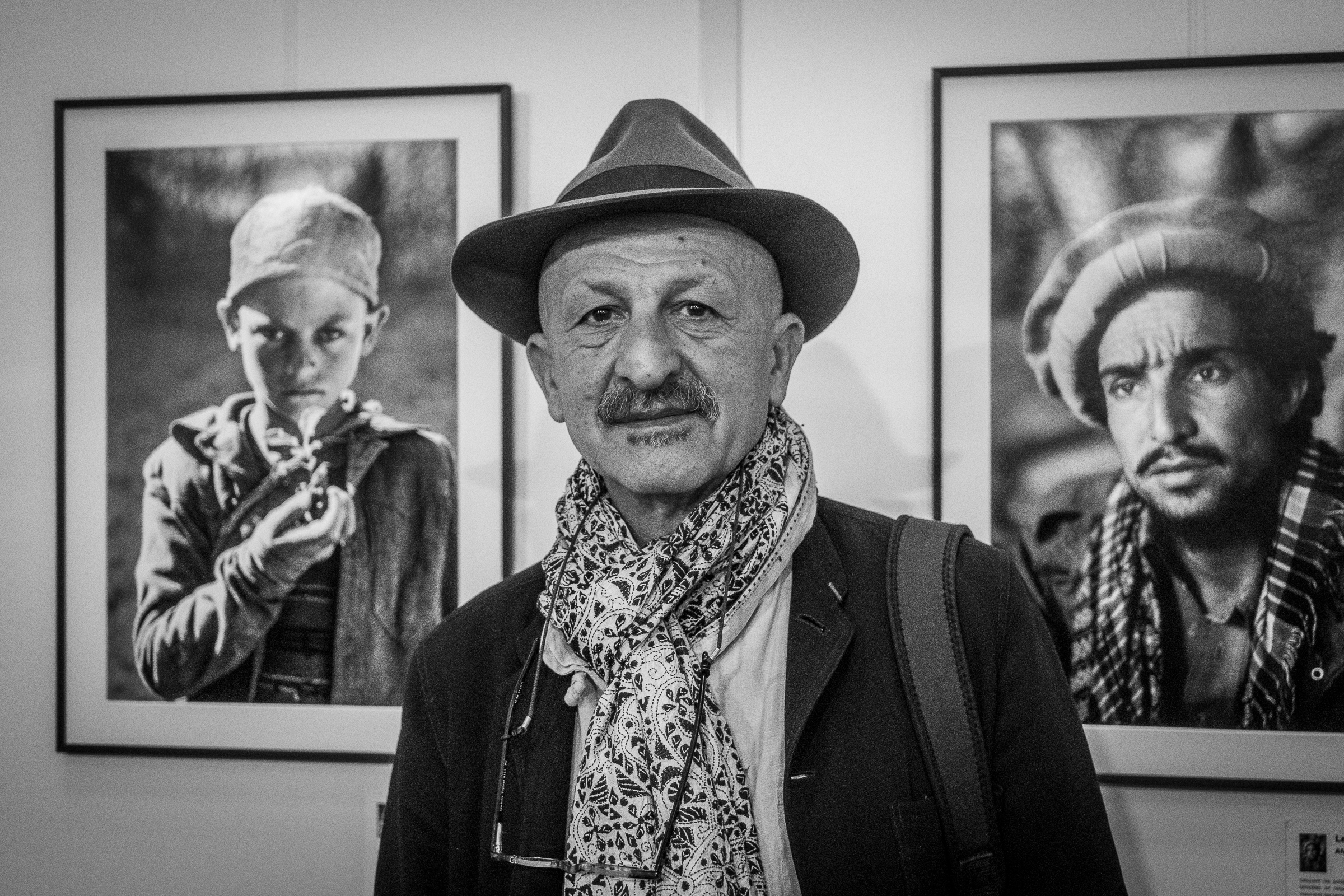
Reza Deghati contribue à la diffusion de Tintin en Afghanistan.

Dans les années 1970, la publication des Aventures de Tintin ne se limite plus aux journaux nationaux ou régionaux, catholiques ou spécifiquement destinés à la jeunesse. En France, Agri Sept, un hebdomadaire consacré au monde agricole, publie huit aventures du célèbre reporter entre 1970 et 1982. En Allemagne comme en Suède, les œuvres d'Hergé prennent place dans des magazines de télévision, au moment où les dessins animés produits par Belvision sont diffusés à l'international. C'est le cas notamment de la chaîne de télévision suédoise TV2 qui propose deux épisodes de la série d'animation de Belvision entre 1969 et 1970, au moment où l'hebdomadaire de radio-télévision TV-Tidningen publie les récits ayant servi de base à ces adaptations.
Tintin fait sa première apparition dans la presse islandaise en 1974 dans l'hebdomadaire Vikan, puis dans Morgunblaðið, le plus important quotidien du pays l'année suivante. En Argentine, bien que les albums de Tintin soient disponibles depuis leur commercialisation par l'éditeur Librecol au début des années 1960, aucune aventure n'avait jusqu'alors paru dans la presse. C'est l'hebdomadaire Billiken qui propose finalement six aventures entre 1972 et 1975. Au Chili, la revue pour enfants Mampato diffuse un seul titre, L'Île Noire, en 1977. Une première traduction de Tintin en langue régionale voit le jour au début des années 1980 : Les Pinderleots de l'Castafiore, une version en picard tournaisien réalisée par Lucien Jardez à l'occasion du bicentenaire de Casterman, est publiée dans Le Courrier de l'Escaut entre octobre et décembre 1980.
Après la mort d'Hergé en 1983, les bandes dessinées de Tintin continuent de paraître régulièrement dans la presse du monde entier, parfois à l'occasion d'événements bien spécifiques. En 1989, le magazine Tintin reporter reprend On a marché sur la Lune pour célébrer le vingtième anniversaire du succès de la mission Apollo 11. Le feuilleton est cependant interrompu par la disparition du magazine. Dix ans plus tard, le magazine français Télé Poche reprend ce même récit pour célébrer le trentième anniversaire de l'évènement tout autant que les 70 ans de Tintin. En 1994, le quotidien De Standaard reprend Tintin au Tibet, à l'occasion de l'exposition « Au Tibet avec Tintin » organisée au Musée Art et Histoire de Bruxelles.
Tintin continue d'apparaître dans de nouveaux territoires. Entre 1990 et 2005, le magazine serbe Politikin Zabavnik publie vingt-deux aventures de la série, dont une traduction de L'Île Noire en romani en 2004. En 2002, Le Lotus bleu paraît dans le magazine chinois pour enfants Zhongguo shao nian bao. La même année, le journal afghan Parvaz, lancé par le photojournaliste Reza Deghati, publie ce même album dans une traduction en dari et en pachto. Pendant l'été 2003, Les Nouvelles de Tahiti propose une version en tahitien du Crabe aux pinces d'or.

#### Adaptations des courts et longs métrages dans la presse
Les Aventures de Tintin ont connu de nombreuses adaptations pour le cinéma et la télévision dont la plupart ont ensuite donné lieu à une publication en feuilleton dans la presse internationale. C'est le cas de la série Les Aventures de Tintin, d'après Hergé, produite par la société Belvision au début des années 1960, et qui connaît une adaptation feuilletonesque dans l'hebdomadaire français Télé 7 Jours au cours de l'année 1966. Les différents épisodes font l'objet d'un résumé accompagné d'une dizaine d'illustrations. Les films en prises de vue réelles, Tintin et le Mystère de la Toison d'or (1961) et Tintin et les Oranges bleues (1964) sont eux aussi adaptés dans la presse : le premier est retranscrit sous la forme d'une nouvelle illustrée par des clichés extraits du film, qui paraît en 1962 dans le bimensuel Le Film illustré et dans le magazine Télérama, tandis que le second paraît sous la même forme dans La Vie catholique illustrée en 1965. Ces deux longs métrages connaissent également des adaptations dans l'hebdomadaire égyptien Samir et dans le magazine turc Milliyet Çocuk.
Une adaptation en bande dessinée du film d'animation Tintin et le Temple du Soleil, réalisé en 1969, paraît entre le 14 octobre 1969 et le 10 février 1970 dans le magazine Tintin, sous la forme de dix-huit planches de six dessins extraits du film. Ce récit adapté est publié dans plusieurs périodiques étrangers : en Belgique dans Ons Volkske Junior, en Suisse dans L'Écho illustré, en Égypte dans Samir, en Espagne dans L'infantil Tretzevents et en Finlande dans Zoom.
C'est le cas également pour un autre film d'animation, Tintin et le Lac aux requins, dont une version en noir et blanc dessinée par Bob de Moor paraît simultanément dans France-Soir entre novembre 1972 et janvier 1973 ainsi qu'en Belgique dans Le Soir, Het Nieuwsblad et De Standaard. Cette version est reprise au Danemark dans Politiken et en Allemagne dans Abendpost Nachtausgabe, avant d'être mise en couleurs dans ce même pays pour le magazine Zack et aux Pays-Bas dans les revues Pep et Televizier. Une troisième version, reprenant les décors extraits directement du long métrage, est reproduite entre décembre 1972 et février 1973 dans l'édition belge de Tintin, puis dans plusieurs de ses éditions étrangères, comme en France, en Suisse, en Égypte et au Portugal. Elle est également diffusée dans l'hebdomadaire flamand Ons Volkske Junior, ainsi que les magazines scandinaves Tempo (Norvège), Champion (Suède) et Fart og temp (Danemark), de même qu'en Finlande dans Zoom et en Turquie dans Milliyet Çocuk.

### Albums

#### Rééditions

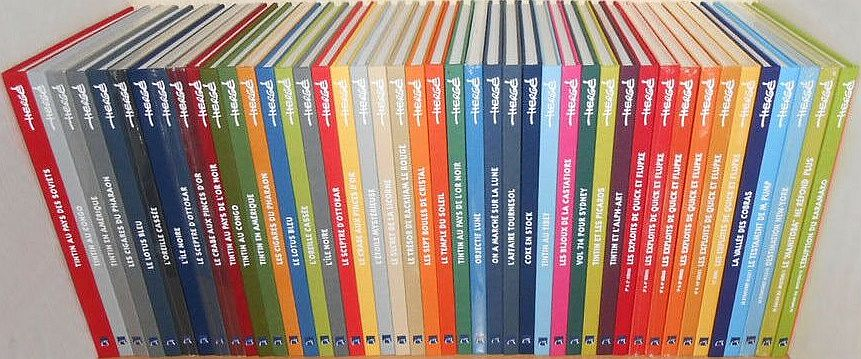
L'intégrale des œuvres d'Hergé, comprenant les Aventures de Tintin et ses autres séries.

Si l'ensemble des albums connaissent de nombreuses rééditions, Tintin au pays des Soviets est un cas à part. Quand Hergé entame son travail de refonte des premières aventures, à l'issue de la Seconde Guerre mondiale, il refuse catégoriquement de reprendre ce premier récit car, d'une part, il le considère comme une erreur de jeunesse et, d'autre part, sa refonte impliquerait une charge énorme de travail pour établir une documentation fiable et reprendre tous les dessins. Cependant, nombreux sont les lecteurs qui réclament que cette aventure soit rééditée, d'autant plus que l'album original, édité à un petit nombre d'exemplaires en 1930, est introuvable. Des contrefaçons voient le jour et l'album se vend très cher au marché noir. Alors que le dessinateur consent à publier son travail, sans la moindre retouche, c'est finalement son éditeur qui s'y oppose. En septembre 1969, 500 exemplaires d'une reproduction de l'album réalisée par les Studios Hergé sont offerts à des amis de l'auteur
En 1973, Tintin au pays des Soviets est finalement publié dans le premier volume des Archives Hergé, qui rassemble également Tintin au Congo, Tintin en Amérique et Les Aventures de Totor, C. P. des Hannetons. En 1981, un fac-similé en est réalisé, vendu à 100 000 exemplaires en seulement trois mois. En 1999, pour le 70e anniversaire de Tintin, Casterman, avec l'autorisation de la Fondation Hergé, réédite l'album sous la même forme que les autres albums de la série, une décision qui va à l'encontre de la volonté de l'auteur. En 2017, une version colorisée de l'album — sans remaniement du dessin — est finalement publiée.
Ce travail est le premier d'une série initiée par la société Moulinsart. Ainsi, en 2019, la version originale de Tintin au Congo est restaurée et colorisée, tout d'abord dans une version digitale disponible uniquement sur App Store et Google Play, puis dans un coffret portfolio tiré à seulement 3 000 exemplaires et édité par Moulinsart, faute d'accord trouvé avec Casterman. C'est aussi le cas de Tintin en Amérique en 2020. En 2022, une version colorisée de la quatrième aventure parue en noir et blanc, Les Cigares du pharaon, est rééditée conjointement par Moulinsart et Casterman.
À l'occasion du 75e anniversaire de Tintin, en 2004, Casterman et la fondation Hergé publient une nouvelle édition remaniée de Tintin et l'Alph-Art, un album désormais intégré au reste de la série. Le premier tirage est de 500 000 exemplaires, alors que l'album de 1986 est depuis épuisé. Cette aventure étant inachevée, elle suscite de nombreuses reprises ou adaptations non autorisées par les ayants droit d'Hergé, comme celle d'un dessinateur qui achève l'aventure sous le pseudonyme « Ramo Nash » en 1988, ou encore celle du dessinateur canadien Yves Rodier en 1991.
En 2008, Casterman publie un volume de 1 693 pages, intitulé Tout Tintin, qui reproduit l'intégrale des vingt-quatre albums de la série. À partir de 2010, la collection Les Archives Tintin, dirigée par Jean-Marie Embs et Philippe Mellot avec la collaboration de Philippe Goddin, en coédition par la société Moulinsart et Casterman, propose une édition de luxe de chaque aventure, album par album. Chaque volume est assorti d'une documentation de 60 pages qui permet de resituer l'aventure dans son contexte historique, de dévoiler les secrets de création d'Hergé, de décrire les personnages de l'aventure et de mettre en avant les différences entre les diverses versions publiées. La diffusion en est assurée par les Éditions Atlas.

#### Fac-similés
Casterman commença à imprimer des fac-similés des éditions originales à partir de 1981, avec la sortie de Tintin au Pays des Soviets. Les titres suivants, dans leurs versions noir et blanc d'origine, sortirent peu après. C'est en 1996 qu'Étienne Pollet, celui qui avait approché Hergé avec une proposition de publication d'un fac-similé de Tintin au Pays des Soviets vingt ans plus tôt, décida de reproduire les éditions couleur originales, à commencer par L'Île Noire, étant donné que ce titre possédait une version complètement différente avant sa modernisation en 1966. Tintin au Pays de l'Or Noir suivit en 2000, car cette aventure, elle aussi, détenait d'importantes différences par rapport à l'édition actuelle. Le reste des titres suivit à un rythme régulier (trois fac-similés par an, selon Casterman), s'achevant en 2007 avec Tintin et Les Picaros. Ces reproductions se vendent à un prix standard de 20 euros pièce.
Les tintinophiles ont loué Casterman, et en particulier Étienne Pollet, pour leur travail d'orfèvre : en effet, ils devaient retoucher, le plus souvent par ordinateur, les clichés actuels pour les rendre conformes aux éditions originales, les clichés originaux ayant été détruits par Casterman à chaque réédition pour éviter que l'on reproduise la coquille gommée. Cela n'a cependant pas empêché quelques grossières erreurs, plusieurs n'étant toujours pas corrigées de nos jours. Notons, par exemple, le premier tirage du fac-similé de L'Île Noire, pourvu du titre "LES AVENTURES DE TINTIN" sur deux lignes, et non sur une, comme dans la version d'origine. Mais la liste n'est pas courte, car certains fac-similés, Le Secret de La Licorne en particulier, contiennent plusieurs erreurs assez reconnaissables (fautes d'orthographe corrigées, textes réécrits, modifications de dessin, etc.). À part la coquille du premier tirage de L'Île Noire, presque aucune erreur intérieure ne sera corrigée, malgré les plaintes des tintinophiles.

#### Traductions

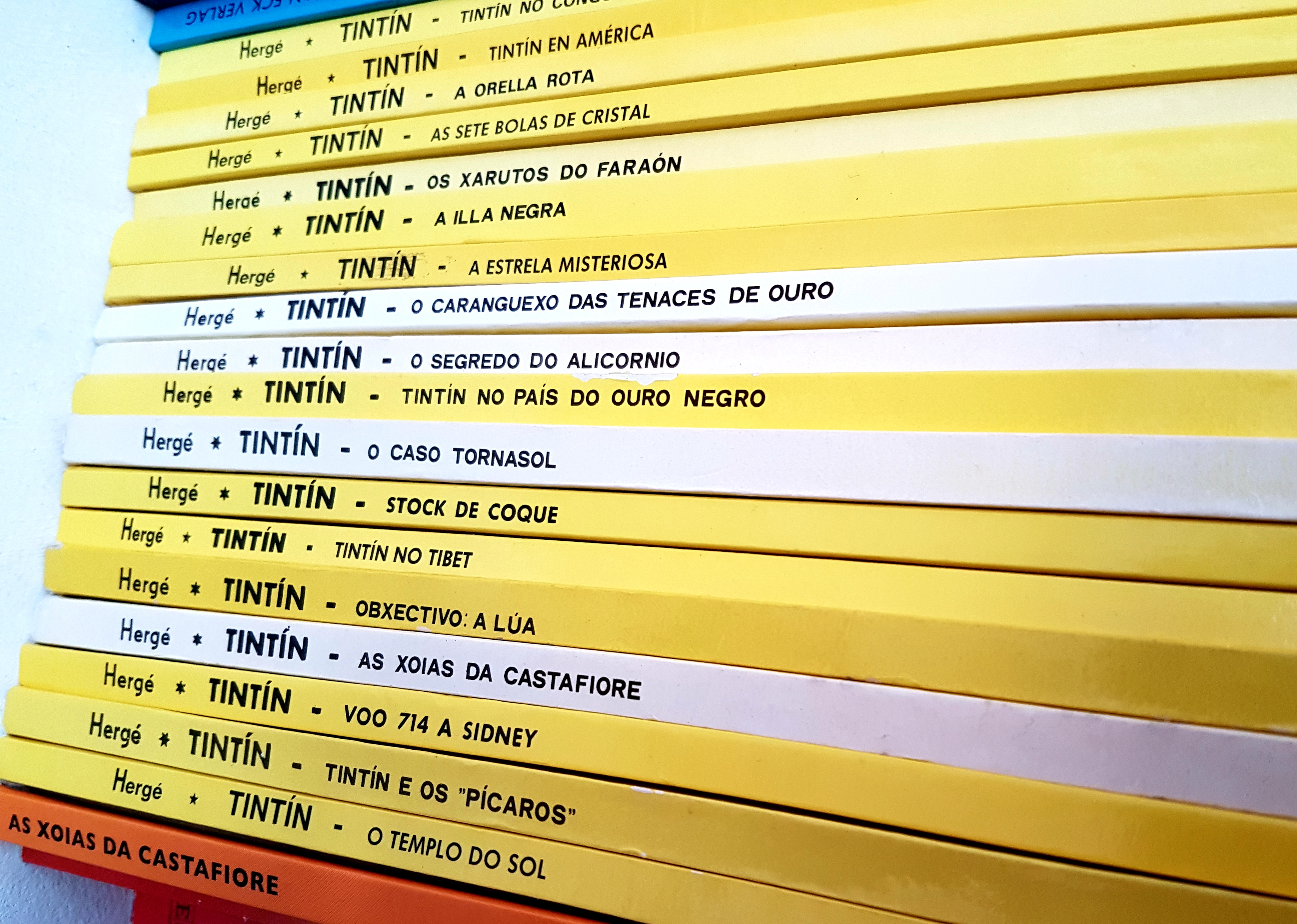
Des albums de Tintin traduits en galicien.

Jusqu'à la Seconde Guerre mondiale, les albums de Tintin paraissent uniquement en français, mais en 1946, une première traduction en néerlandais est proposée par les éditions Casterman à destination du lectorat flamand de Belgique mais aussi des Pays-Bas. Jugeant que les traductions réalisées par Marc Belloy pour la sérialisation des Aventures de Tintin dans Het Laatste Nieuws à partir de septembre 1940 ont un caractère trop régional, par l'insertion d'expressions et de tournures résolument flamandes, l'éditeur fait appel à François van der Drift, un Néerlandais, pour préparer de nouvelles traductions. L'Oreille cassée, L'Île Noire et Le Secret de La Licorne sont les premières aventures concernées. Entre 1946 et 1947, tous les albums en couleurs déjà parus en français sont édités et, à partir de cette date, tous les nouveaux albums paraissent simultanément en français et en néerlandais.
En 1952, les albums sont traduits en allemand, en anglais et en espagnol, à commencer par le diptyque formé par Le Secret de La Licorne et Le Trésor de Rackham le Rouge. Ces éditions rencontrent un faible succès et seules les traductions en allemand se poursuivent, pour un total de douze titres en 1963.
Dès la fin des années 1950, Casterman signe des accords avec plusieurs partenaires étrangers : en 1958, les éditions Methuen publient plusieurs albums au Royaume-Uni, de même que les éditions Juventud en Espagne. Cette dernière maison propose d'ailleurs, en plus de la version en castillan, une traduction catalane réalisée par Joaquim Ventalló i Vergés à partir de 1964. Selon Rainier Grutman, la qualité d'impression et le soin apporté dans la présentation des albums par cette maison d'édition explique le large succès des Aventures de Tintin en Espagne, dont les ventes augmentent considérablement au cours des années 1980. En 2005, les ventes cumulées se portent à 5,5 millions d'exemplaires en castillan et 1,3 million en catalan, un chiffre considérable rapporté aux près de 4 millions de locuteurs natifs de cette langue.
Au Royaume-Uni, les albums édités par Methuen rencontrent eux aussi un certain succès. La traduction, effectuée par deux employés de la société, Leslie Lonsdale-Cooper et Michael Turner, reçoit un accueil favorable dans la presse spécialisée, notamment le renommé Times Literary Supplement. C'est cette traduction qui est ensuite utilisée par le périodique américain Children's Digest, qui sérialise les Aventures de Tintin à partir de 1966 aux États-Unis.

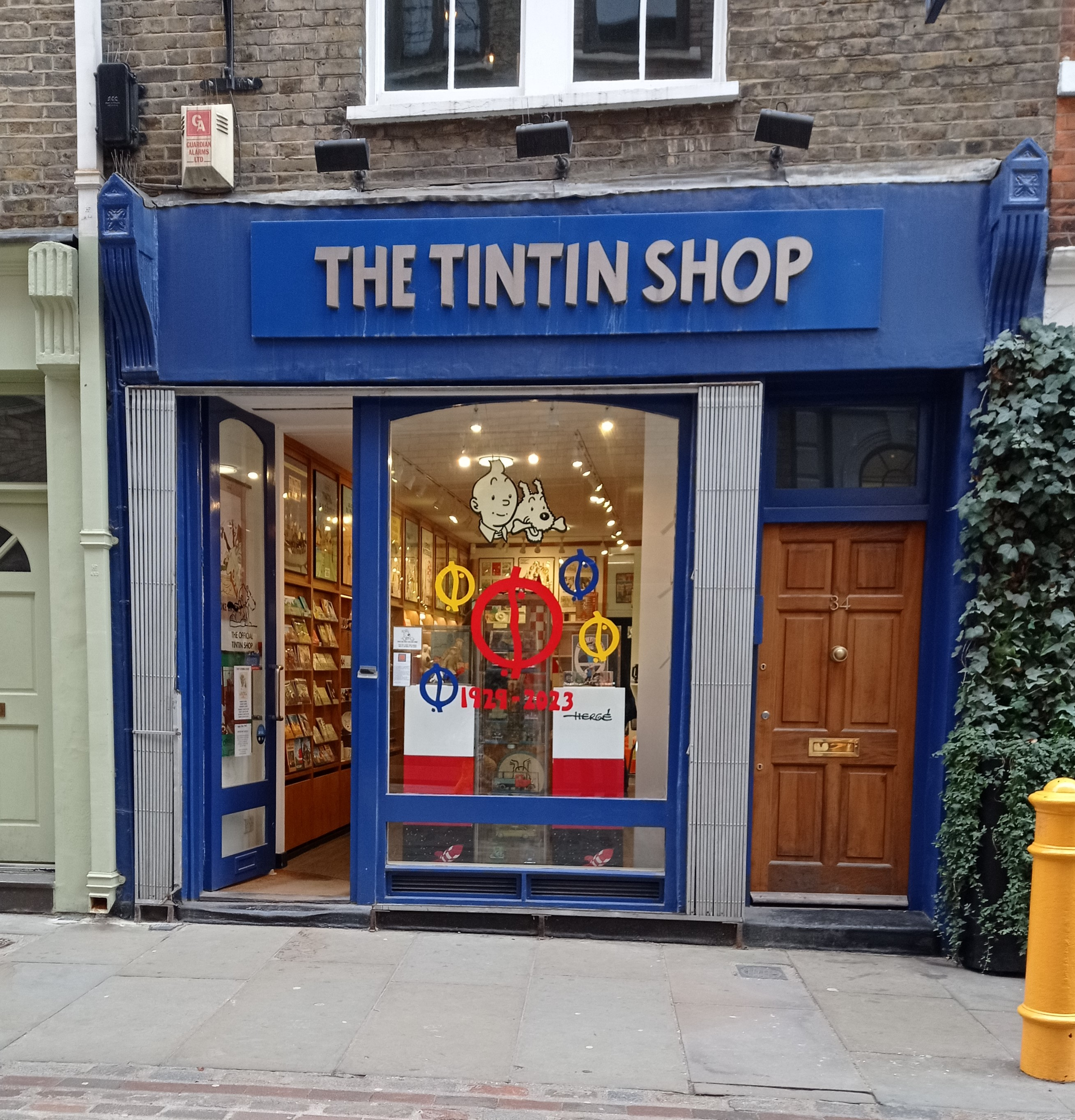
Les boutiques « Tintin », comme celle de Londres, témoignent du succès international du héros.

En 1959, à l'initiative de Georges Duplaix, un écrivain français expatrié dans ce pays et reconverti dans l'édition pour la jeunesse, quatre albums y sont édités. Publiés par la société Golden Press, ces albums bénéficient d'une large publicité : des annonces sont diffusées dans The New York Times, tandis que la compagnie aérienne Sabena en offre des exemplaires sur ses vols long-courrier entre Bruxelles et New York. Pour autant, les ventes restent faibles et seuls deux autres albums sont édités par la suite. À partir de 1960, les Aventures de Tintin sont diffusés en Suède par Bonniers förlag et au Danemark par Illustrations Forlaget. En 1961, la société WSOY prend en charge la diffusion en Finlande, de même que les éditions Flamboyant au Brésil. Le succès de ces traductions est encore relatif, si bien que certains éditeurs abandonnent rapidement leur production.
C'est à partir de la fin des années 1960 que la diffusion internationale des Aventures de Tintin prend son envol : de nouvelles traductions paraissent en italien, en grec et en norvégien, mais également en arabe (Égypte et Liban), afrikaans, malais, indonésien, iranien ou encore hébreu. Dès lors, les traductions se multiplient, y compris en langues régionales, avec des traductions en basque et en breton dans les années 1970, puis celle des Bijoux de la Castafiore en picard tournaisien en 1980. Des éditions pirates et sans accord des Aventures de Tintin ont également vu le jour, principalement en Asie de l'Est et en Turquie, mais le phénomène devient marginal après que Casterman a conclu de nombreux accords avec les différents éditeurs dans le but de régulariser leur situation.
En 2001, la traduction en mandarin de Tintin au Tibet fait naître une polémique : le titre choisi par l'éditeur, « Tintin au Tibet chinois », provoque les vives protestations de Fanny Rodwell, qui menace de cesser toute collaboration avec l'éditeur chinois. 10 000 exemplaires sont imprimés, avant que l'album ne soit finalement retiré de la circulation et réédité sous son titre original.
En 2014, la barre des 100 traductions est franchie, un chiffre en constante augmentation, avec plus de 120 langues et dialectes en 2019. En 2020, Hergé figure au huitième rang parmi les écrivains d'expression française les plus traduits au monde. Rainier Grutman soutient cependant que ce nombre de traductions est à relativiser : d'une part, qu'un album ait été traduit à un moment donné n'implique pas que cette édition soit encore disponible des années plus tard ; d'autre part, tous les albums ne sont pas traduits dans toutes langues. Ainsi, en 2020, avec des éditions dans 26 langues, Le Lotus bleu est l'album le plus traduit de la série.
La plupart des traductions en langues régionales sont réalisées par des associations culturelles qui se chargent du financement et de la promotion de l'album avec l'aval de Casterman. Les traductions en breton sont particulièrement nombreuses : en 2017, après la parution de Tintin en Amerika, seuls deux titres de la collection n'ont pas encore de traduction dans cette langue, à savoir Tintin au Congo et Tintin et les Picaros. Par ailleurs, certains albums sont traduits dans des langues ou dialectes des régions où une partie de l'action se déroule. C'est le cas notamment de L'Affaire Tournesol qui, en 2007, à l'occasion du centenaire de la naissance d'Hergé, reçoit des traductions en arpitan et en patois gruérien.
Les noms des personnages sont également traduits ou adaptés selon les langues, de même que les jurons du capitaine Haddock, à la fois pour des raisons de prononciation et pour préserver l'aspect humoristique des noms.
En 2019, l'éditeur Casterman annonce que plus de 250 millions d'albums ont été vendus à travers le monde depuis la création des Aventures de Tintin 90 ans plus tôt, ce qui en fait l'une des séries de bandes dessinées les plus vendues, devancée seulement par Astérix et Lucky Luke. À cette date, selon les chiffres fournis par l'éditeur, quatre millions d'exemplaires sont vendus chaque année, principalement en Chine, tandis que les ventes se maintiennent à près de 500 000 albums en France. Tintin en Amérique, Tintin au Congo et Le Lotus bleu sont les albums les plus vendus depuis la création de la série.

#### Éditions pirates
Dans de nombreux pays, et principalement en Asie, des éditeurs ont proposé des traductions des différents albums sans l'accord d'Hergé ou de Casterman. C'est le cas au Viêt Nam où de premiers albums sont édités entre 1989 et 1996, puis d'autre par la société Nhà Xuat Ban Tahnh Nien (Fahasa) entre 1997 et 1999. Ces versions pirates sont d'ailleurs les seules traductions disponibles de Tintin en vietnamien, Casterman n'ayant pas encore fait de ce pays une cible commerciale. Dans d'autres pays, des traductions officielles ont finalement succédé aux versions pirates. La première traduction d'un album en chinois est effectuée en 1980 par un éditeur taïwanais. Il s'agit d'une version en anciens caractères chinois et non en caractères simplifiés alors utilisés en Chine. L'année suivante, une traduction de L'Île Noire est disponible à Canton et, dès lors, les éditions pirates se multiplient dans tout le pays. Leur nombre diminue après l'adhésion de la Chine à la convention de Berne en 1992, avant que la situation ne soit régularisée en 2001, avec la parution officielle de 22 albums en grand format.
En Turquie, où les Aventures de Tintin sont connues depuis les années 1950, les premières éditions d'albums se font sans accord, de même que les premières parutions dans les périodiques, avant que leur situation soit régularisée par la signature de différents contrats. En Iran, les éditions effectuent le chemin inverse : parues officiellement dans les années 1970, les Aventures de Tintin sont interdites de diffusion après la révolution iranienne de 1979, donnant naissance à des éditions non officielles.
Spécialiste de l'œuvre d'Hergé, Jacques Bonnaric a recensé un certain nombre d'éditions pirates, dont une version du Crabe aux pinces d'or en bulgare tiré à seulement 250 exemplaires.

#### Liste des langues
La présente section dresse la liste des langues étrangères et régionales pour lesquelles la traduction d'au moins un album des Aventures de Tintin est disponible. La date mentionnée entre parenthèses indique la première année d'édition.
- Langues officielles :

Afrikaans (1973) - Albanais (2014) - Allemand (1952) - Anglais américain (1959) - Anglais britannique (1952) - Arabe (1972) - Arménien (2006) - Bengali (1988) - Bulgare - Catalan (1964) - Coréen (1977) - Danois (1960) - Espagnol (1952) - Espéranto (1981) - Estonien (2008) - Finnois (1961) - Grec (1968) - Hébreu (1964) - Hongrois (1989) - Indonésien (1975) - Islandais (1971) - Italien (1961) - Japonais (1968) - Khmer (2001) - Latin (1987) - Letton (2006) - Lituanien (2007) - Luxembourgeois (1987) - Malais (1975) - Mandarin (2001) - Mongol (2006) - Néerlandais (1946) - Norvégien (1972) - Persan (1971) - Polonais (1994) - Portugais (1936) - Portugais brésilien (1961) - Romanche (1986) - Roumain (2006) - Russe (1993) - Serbo-croate (1974) - Singhalais (1998) - Slovaque (1994) - Slovène (2003) - Suédois (1960) - Tchèque (1994) - Tibétain (1994) - Thaï (1993) - Turc (1962) - Wolof (2012).
- Langues régionales :

Aclot (2005) - Alguérois (1995) - Bernois (1989) - Alsacien (1992) - Anversois (2008) - Arpitan (2007) - Asturien (1988) - Basque (1972) - Borain (2009) - Bourguignon (2008) - Bressan (2006) - Breton (1979) - Bruxellois (2004) - Cantonais (2004) - Corse (1994) - Créole antillais (2009) - Créole mauricien (2009) - Créole réunionnais (2008) - Dauphinois (Matheysien) (2012) - Féroïen (1987) - Frison (1981) - Gaélique (1993) - Galicien (1983) - Gallo (1993) - Gallois (1978) - Gaumais (2001) - Gruérien (2007) - Hasselts (2009) - Hessois (2013) - Monégasque (2010) - Occitan (1979) - Ostendais (2007) - Picard (Tournai, 1980) - Picard (Vimeu-Ponthieu, 2007) - Picard (Hollain, 2013) - Papiamento (2008) - Provençal (2004) - Québécois (2009) - Saintongeais (2013) - Sarthois (2016) - Tahitien (2003) - Twents (2006) - Vosgien (2008) - Wallon (Charleroi, 2008) - Wallon (Liège, 2007) - Wallon (Namur, 2009) - Wallon (Ottignies, 2006).

## Corrections, retouches et modifications apportées

### Modifications avec l'accord d'Hergé

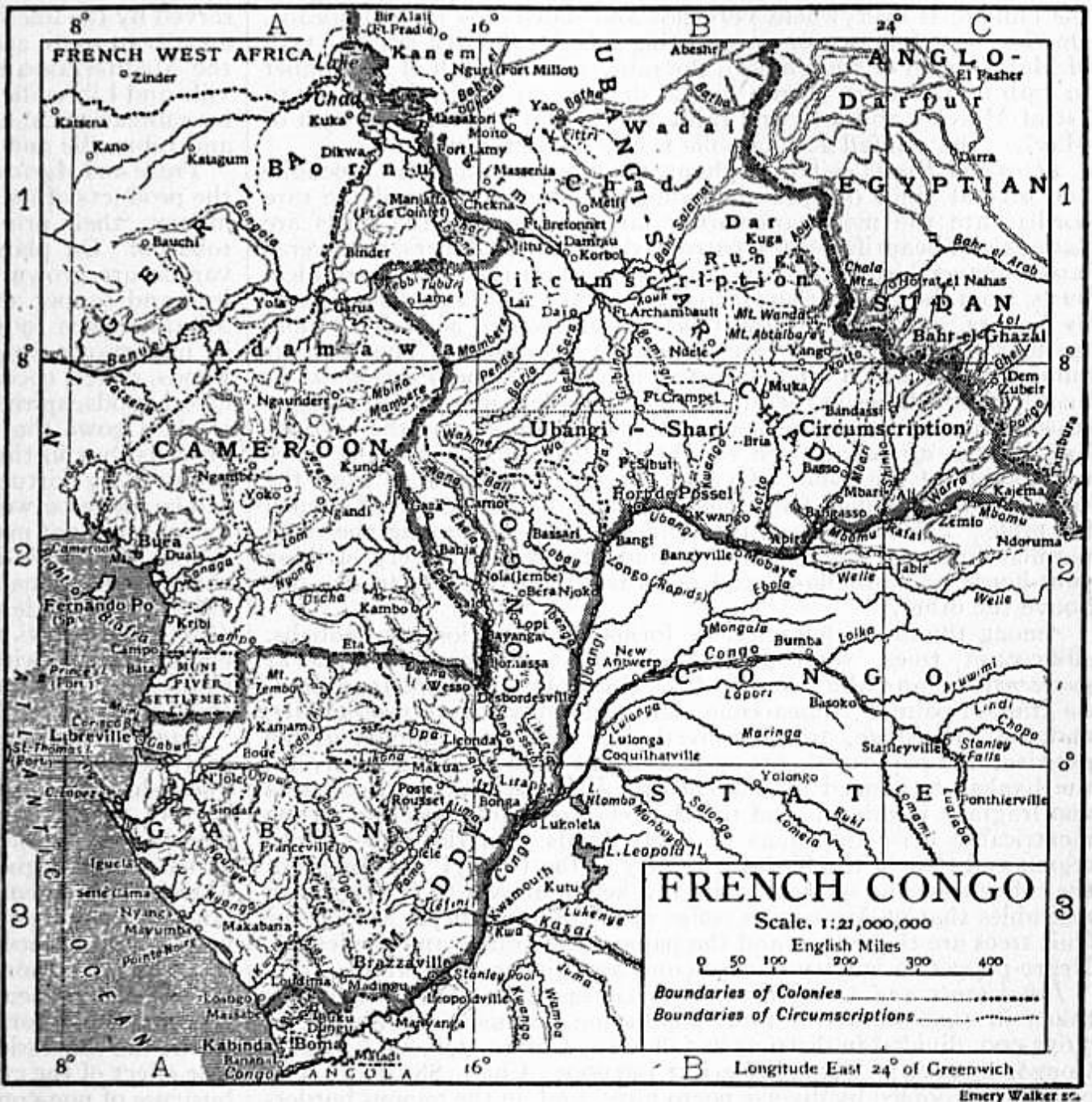
C'est au Congo français que voyage Tintin dans Cœurs vaillants.

Pour des raisons commerciales ou éditoriales, certains périodiques modifient les textes ou les dessins originaux d'Hergé. En 1932, la rédaction de Cœurs vaillants, qui veut éviter de publier la scène où Tintin joue au maître d'école dans Tintin au Congo, demande au dessinateur de réaliser une case de raccord avec la suite du récit. Ainsi, dans cette version, un missionnaire informe Tintin qu'une chasse à l'éléphant sera organisée en son honneur le lendemain, ce qui suscite l'enthousiasme du reporter. Quelques années plus tard, pour L'Oreille cassée, Hergé réalise une autre case exclusive pour le périodique français, à la demande de son directeur Gaston Courtois : les diablotins qui emportent les bandits Ramon Bada et Alonzo Perez sont supprimés, laissant place à une image de Tintin soupirant : « Dieu ait leur âme ». En 1968, cette même case est modifiée lors de la parution de l'aventure dans Afrique chrétienne. Le père Joseph Lannoy, directeur de ce périodique, craint la réaction négative de ses lecteurs car les anges sont représentés en blanc et les diables en noir. Aussi, Hergé modifie légèrement son dessin : il blanchit lui-même les diablotins, ne leur conservant qu'une simple culotte noire.
Sur un autre plan, le dessinateur accepte que les titres de ses récits ou les noms de ses personnages soient modifiés pour s'inscrire pleinement dans le contexte local et favoriser la diffusion de ses travaux à l'étranger. De même que Tintin est présenté comme un reporter du Petit Vingtième en Belgique, Cœurs vaillants en fait un membre de sa rédaction, ce qui donne lieu à quelques ajustements : ainsi, c'est du port de Bordeaux que le héros part pour l'Afrique dans Tintin au Congo, et c'est à Paris qu'il élit domicile entre ses aventures. Deuxième périodique étranger à diffuser les Aventures de Tintin, L'Écho illustré fait de même : dans Tintin au pays des Soviets, le héros est présenté comme un reporter belge travaillant pour ce magazine, puis dans les aventures suivantes comme un journaliste suisse, de sorte qu'en Suisse comme en France, ses aventures paraissent dans des versions « renationalisées ». Aussi, dans Tintin au Congo, la Belgique et le Congo belge deviennent la France et le Congo français dans Cœurs vaillants, et le Portugal et l'Angola dans O Papagaio.
Certains périodiques modifient le titre original des récits qu'ils diffusent. En Suisse, jusqu'au début des années 1950, L'Écho illustré insère régulièrement le nom du héros dans le titre. Ainsi, Le Crabe aux pinces d'or devient Tintin au Maroc et L'Étoile mystérieuse devient Tintin en Arctique. D'autres périodiques procèdent de la même façon, comme l'hebdomadaire suédois Tjugofemman (25:an) qui rebaptise L'Île Noire en Tintin in Skottland, littéralement Tintin en Écosse, ou le journal finlandais Aamulehti qui renomme Coke en stock en Tintti Punaisella merellä, c'est-à-dire Tintin en mer Rouge. À l'opposé, certains périodiques optent pour un titre plus mystérieux ou plus dramatique que l'original. Le mensuel américain Children's Digest multiplie les exemples, avec The Castle of Doom, littéralement Le Château maudit pour L'Île noire, ou encore The Pharaoh's Revenge, soit La Vengeance du pharaon, pour Les Cigares du pharaon. Ces changements cachent parfois des motivations commerciales : quand il publie la version définitive de Tintin en Amérique entre 1950 et 1952, après avoir publié l'ancienne avant-guerre, L'Écho illustré rebaptise le récit Tintin et Milou contre les gangsters pour faire croire à un récit inédit,.

### Modifications sans l'accord d'Hergé
De nombreux périodiques qui procèdent à la post-publication des Aventures de Tintin opèrent des changements sans l'accord du dessinateur. Dès la première parution d'une histoire en dehors des frontières belges, dans l'hebdomadaire français Cœurs vaillants en 1930, les aventures du reporter subissent quelques retouches. L'abbé Gaston Courtois, directeur de ce journal, estime que les phylactères ne suffisent pas à assurer la bonne compréhension du récit par les lecteurs. Aussi, après les deux premiers épisodes de Tintin au pays des Soviets, il décide d'adapter le récit en faisant placer des textes récitatifs sous chaque dessin, sans en demander l'autorisation à Hergé. Mis devant le fait accompli, le dessinateur intervient, et seulement six numéros paraissent sous ce format. Ce même périodique retouche certains dialogues, le plus souvent pour des motifs politiques ou religieux. Lors de la publication de la première version de Tintin au pays de l'or noir en 1940, les « Arabes » deviennent les « rebelles », et le nom de certains personnages est modifié, comme le leader juif Finkelstein renommé en Durand, de sorte que toute trace du conflit mettant aux prises les Arabes et les Juifs est effacée.
Premier périodique à proposer une traduction des Aventures de Tintin, l'hebdomadaire portugais O Papagaio prend un certain nombre d'initiatives sans en avertir Hergé. Les planches sont mises en couleurs, la mise en page s'effectue sur cinq bandes au lieu de six, certaines vignettes sont supprimées ou ordonnées différemment, de même que des textes sont ajoutés ou supprimés,. À l'instar du journal portugais, d'autres périodiques assurent eux-mêmes la colorisation des planches, sans en avertir le dessinateur. C'est le cas de la revue allemande Fix und Foxi ou du périodique argentin Billiken. Un autre magazine portugais, Diabrete, fait paraître en une de l'un de ses numéros un dessin modifié de la couverture de l'édition originale du Sceptre d'Ottokar chez Casterman.
En outre, les dessins d'Hergé sont régulièrement frappés par la censure. À titre d'exemple, les représentations d'armes, d'alcool ou de personnages noirs sont effacées dans le magazine américain Children's Digest, de même que les références à l'alcool dans Tintin au Tibet sont modifiées dans le journal suédois Pelle Svanslös. L'hebdomadaire britannique Eagle supprime une affiche publicitaire pour une marque de cigarettes dans Le Sceptre d'Ottokar, tandis que, dans l'édition égyptienne de Tintin, le whisky Loch Lomond devient un jus d'orange. Dans ce même périodique, les chapeaux sont systématiquement gommés, et les cases montrant des Arabes à leur désavantage sont systématiquement adaptées ou redessinées dans Les Cigares du pharaon.
Selon l'étude fournie par Volker Jess, spécialiste allemand de l'œuvre d'Hergé, la revue Fix und Foxi est celle qui procède au plus grand nombre de modifications sans l'accord du dessinateur : des cases sont élargies ou raccourcies dans différentes aventures tandis que des détails sont parfois ajoutés,. En 1957, un autre journal allemand, le Hamburger Abendblatt, remplace la troisième case de la première planche des Sept Boules de cristal, qui montrait un entrefilet de journal, par un dessin qui n'est pas de la main d'Hergé. Le contenu de l'entrefilet est quant à lui reproduit dans le texte introductif qui surplombe la première planche.
Les bandes dessinées d'Hergé sont parfois transposées en nouvelles. C'est le cas des titres qui paraissent dans l'hebdomadaire turc Doğan Kardeş, qui va même jusqu'à faire du capitaine Haddock l'oncle de Tintin et du professeur Tournesol son père dans Le Temple du Soleil,.

### Publications incomplètes

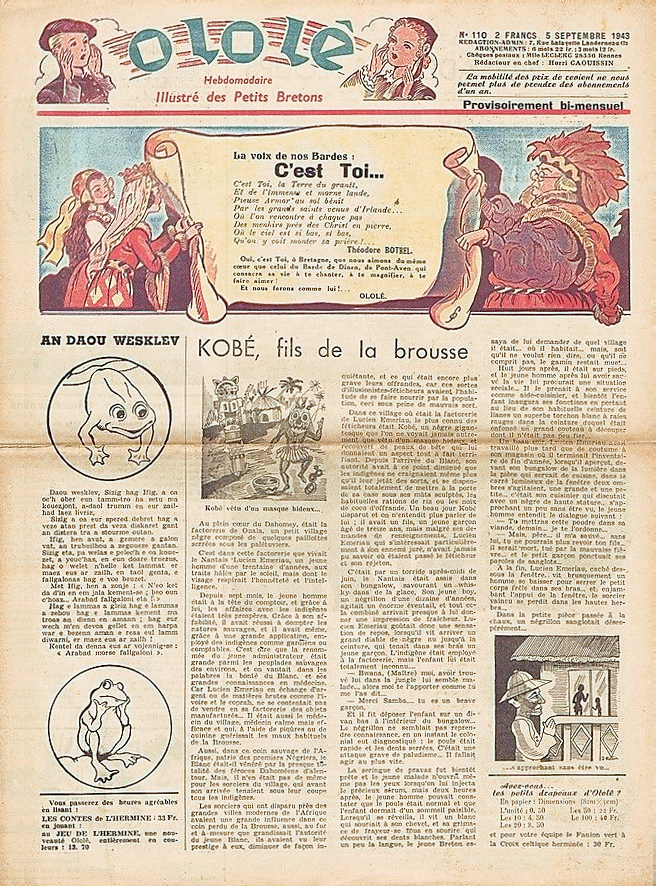
La une du journal breton Ololê du 5 septembre 1943.

Dans certains périodiques, les Aventures de Tintin ne paraissent que de manière incomplète. La plupart des hors-texte sont supprimés, ces grandes images n'étant pas adaptées au format de publication de nombreux titres de presse. Premier diffuseur de Tintin à l'étranger, l'hebdomadaire français Cœurs vaillants procède à de nombreuses coupes : en 1930, deux planches de Tintin au pays des Soviets, montrant le héros qui se fabrique une hélice en bois, sont retirées, de même que onze cases montrant le jet de tracts par un avion britannique sur le camp de Bab El Ehr dans la première version de Tintin au pays de l'or noir dix ans plus tard. En 1942, quatre planches du Crabe aux pinces d'or ne paraissent pas, de même que l'une des planches finales de L'Étoile mystérieuse en 1944.
Dans l'hebdomadaire suisse L'Écho illustré, seules 64 des 139 planches de Tintin au pays des Soviets sont publiées après que des enseignants se sont plaints de la « stupidité du feuilleton ». Quelques années plus tard, ce même périodique publie une version de L'Oreille cassée amputée de ses treize premières planches. L'aventure sud-américaine est allégée de dix-sept planches lors de sa parution dans l'hebdomadaire allemand Der Sonntag, qui omet ainsi la rencontre de Tintin avec les Arumbayas. Le Sceptre d'Ottokar subit le même sort dans de nombreux périodiques : l'hebdomadaire britannique Eagle et le quotidien allemand Hamburger Abendblatt suppriment tous deux les trois planches de la brochure touristique syldave, le quotidien allant même jusqu'à retirer une cinquantaine de cases jugées superflues.
Deux autres journaux allemands, Die Kleine Zeitung et Deutscher Hausfreund, publient Le Crabe aux pinces d'or sans les hors-texte et en retirant chacun une planche, respectivement la sixième et la trente-septième. Le périodique Heim und Leben ne publie que vingt-six planches et trois bandes de L'Île Noire, faisant comme si le récit s'achevait réellement au moment où Tintin ligote deux bandits à un arbre. Pour des raisons de place, l'illustre Fix und Foxi retire de nombreuses cases de L'Affaire Tournesol ou de L'Étoile mystérieuse. Cette dernière aventure est elle aussi raccourcie dans la revue suédoise Året Runt. Dans ce même périodique, la seconde parution des Sept Boules de cristal entre 1979 et 1980 est fortement raccourcie, alors qu'aucune case ne manque lors de la première parution en 1968. La revue espagnole Blanco y Negro, qui publie plusieurs aventures de Tintin entre 1957 et 1961, retire souvent la première case de l'histoire pour la remplacer par un résumé introductif.
Le fait de ne pas publier une histoire dans son intégralité découle parfois d'une volonté commerciale. Ainsi, Le Chevalier de l'hostie, l'édition égyptienne de Cœurs vaillants, renonce à publier le début et la fin de Tintin en Amérique pour préserver le suspense et inciter les lecteurs à acheter l'album édité par Dar Al Maaref en 1946. Pour les mêmes raisons, la revue bretonne Ololê qui diffuse Tintin au pays des Soviets entre 1942 et 1943, en retire le début et la fin, alors que son directeur, Herry Caouissin, souhaite à ce moment éditer lui-même l'album.
Dans un autre registre, les interversions de planches, de bandes ou de cases sont fréquentes, de même que des erreurs d'ordre typographique.

### Exigences des éditeurs d'albums

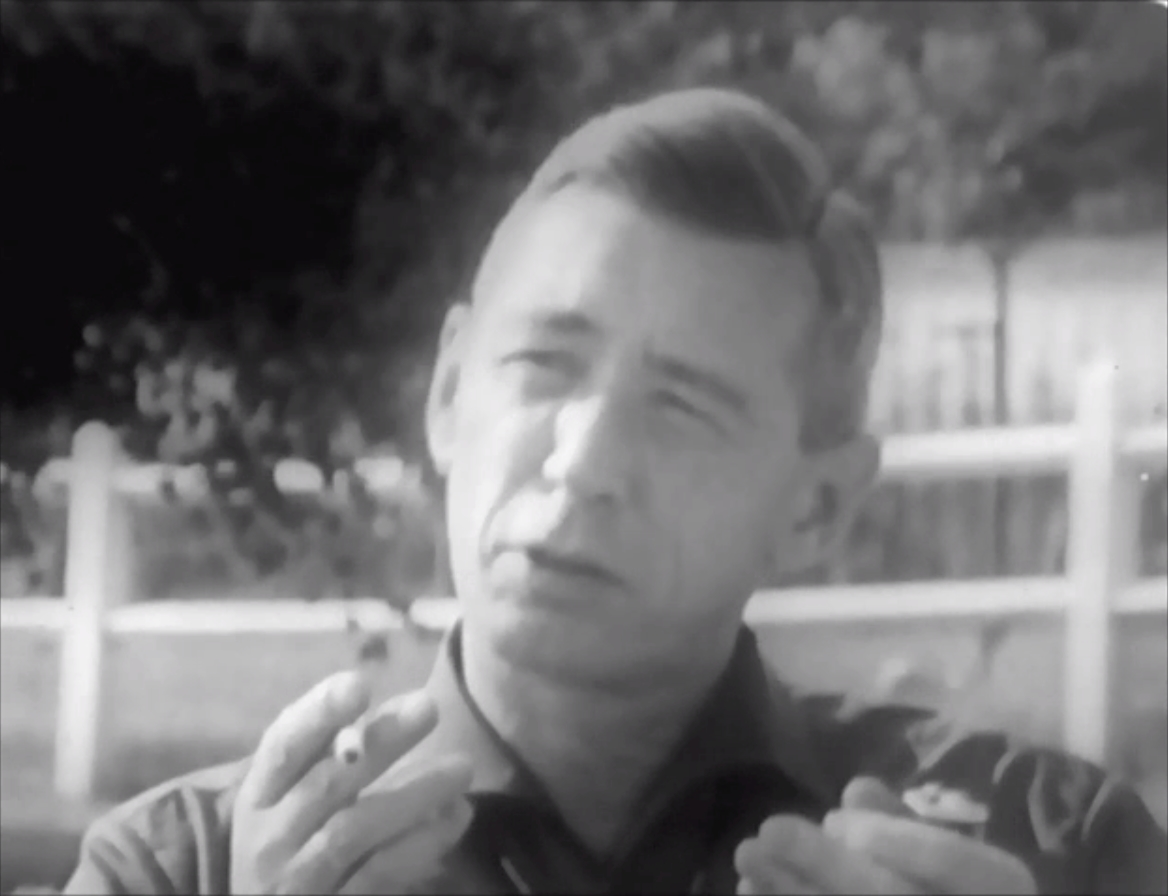
Hergé en 1962.

Les premières Aventures de Tintin sont dessinées en noir et blanc. En 1942, à la demande de son éditeur Casterman, Hergé accepte le passage à la couleur, ce qui implique de procéder à la refonte des premières aventures pour les adapter au nouveau format standard de publication, qui comprend 62 planches. C'est pour cette raison que le dessinateur entame une collaboration avec Edgar P. Jacobs, dont les travaux dans l'hebdomadaire Bravo ! sont remarqués. Pour la maison Casterman, la publication des albums en couleurs est essentielle pour s'implanter durablement sur le marché français, d'autant plus dans le contexte d'occupation allemande de la Belgique et de la France qui se traduit par l'arrêt des importations des illustrés américains et les difficultés financières de plusieurs maisons d'édition françaises. Dans le même temps, la parution des Aventures de Tintin dans Le Soir offre aux production d'Hergé une publicité considérable. En février 1941, Casterman investit dans une presse offset qui permet une impression de meilleure qualité et à moindre coût par rapport à la presse typographique. Si Hergé maintient ses réserves dans un premier temps, il finit par céder aux exigences de son éditeur.
À partir des années 1950, l'éditeur encourage l'auteur et son équipe à opérer une série de réécritures. Selon l'historien Florian Moine, il s'agit pour Casterman « d'éviter tout décalage de représentation entre l'œuvre d'Hergé et le lectorat enfantin, de s'adapter aux mutations socioculturelles des Trente Glorieuses et de faire face aux critiques sur le contenu de la série qui émergent dans la presse généraliste ». Ainsi, en 1953, L'Étoile mystérieuse est modifiée pour atténuer les traces d'antiaméricanisme et d'antisémitisme que contient le récit,. La nationalité américaine de l'équipage concurrent de celui de Tintin est alors remplacée par celle d'un pays imaginaire, le Sao Rico, de même que le nom du banquier juif qui la finance est modifié. Dans les années 1960, Casterman impose des modifications dans les dialogues du Crabe aux pinces d'or et de Coke en stock pour contrer les accusations de racisme envers les populations noires. À titre d'exemple, le mot « nègre » est transformé en « homme » et l'insulte « iconoclaste » remplace « commerce noir ». Pour Florian Moine, ces modifications sont d'autant plus nécessaires que, « devenues un produit de consommation culturelle de masse, les Aventures de Tintin se doivent d'être consensuelles ».
Hergé doit aussi se plier aux exigences de ses éditeurs étrangers qui lui réclament un certain nombre de retouches ou de corrections. En 1959, à la demande de Georges Duplaix, il cède à une certaine forme de censure et redessine quelques cases du Crabe aux pinces d'or. En premier lieu, un matelot noir du Karaboudjan devient blanc dans l'édition américaine, car le voisinage des personnages noirs et blancs est mal perçu dans un pays où la ségrégation raciale est encore importante. D'autre part, des cases montrant le capitaine Haddock buvant de l'alcool sont supprimées, de manière à proscrire toute représentation de l'alcoolisme, aussi humoristique soit-elle,. En 1973, un autre éditeur américain de la série demande à Hergé que les personnages noirs de Tintin en Amérique soient redessinés en hispaniques ou en blancs.
En 1965, la société Methuen, éditrice britannique des albums de Tintin, adresse une lettre à Hergé pour lui faire part des nombreuses incohérences et approximations relevées dans la version originale de L'Île Noire, dessinée entre 1937 et 1938. L'éditeur dresse une liste exhaustive de 131 erreurs, ce qui pousse Hergé à redessiner entièrement l'album pour en proposer une version actualisée. Son collaborateur des Studios Hergé, Bob de Moor, effectue un voyage en Grande-Bretagne pour y faire des croquis et prendre des photographies qui permettent de rendre un récit plus authentique, sans toutefois retoucher le scénario. Dans le même but, Methuen exige en 1970 de moderniser Tintin au pays de l'or noir, daté de vingt ans. Hergé redessine certaines pages pour remanier une partie de l'intrigue et du lieu de l'action, afin d'effacer le cadre de la Palestine sous mandat britannique des années 1940. L'album dans sa version définitive se déroule dans un pays arabe fictif, décor et contexte « plus intemporel » selon Hergé,.